# Khánh Hòa
Khánh Hòa là một tỉnh ven biển thuộc duyên hải Nam Trung Bộ, Việt Nam.
Theo dữ liệu Sáp nhập tỉnh, thành Việt Nam 2025, 	Khánh Hòa	có diện tích: 	8.556	km²,	xếp thứ	17; dân số:	2.243.554	người,	xếp thứ	21; GRDP 2024: 	191.357.151	triệu VNĐ, xếp thứ	22; thu ngân sách 2024:	25.880.100	triệu VNĐ, xếp thứ	16; thu nhập bình quân:	49,83	triệu VNĐ/năm, 	xếp thứ	23.
Khánh Hòa ngày nay là phần đất cũ của xứ Kauthara thuộc vương quốc Chăm Pa. Năm 1653, lấy cớ vua Chiêm Thành là Bà Tấm quấy nhiễu dân Việt ở Phú Yên, Chúa Nguyễn Phúc Tần sai quan cai cơ Hùng Lộc đem quân sang đánh chiếm được vùng đất từ sông Phan Rang trở ra đến Phú Yên. Năm 1831
, Vua Minh Mạng thành lập tỉnh Khánh Hòa trên cơ sở trấn Bình Hòa. Sau lần hợp nhất vào năm 1975, đến năm 1989, Quốc hội lại chia tỉnh Phú Khánh thành hai tỉnh Phú Yên và Khánh Hòa cho đến ngày nay. Khánh Hòa cũng là một trong những tỉnh được định hướng trở thành thành phố trực thuộc trung ương tại Việt Nam.

## Địa lý

### Vị trí địa lý
Khánh Hòa nằm ở khu vực duyên hải Nam Trung Bộ của Việt Nam, có vị trí địa lý:
- Phía đông giáp Biển Đông
- Phía tây giáp tỉnh Đắk Lắk và tỉnh Lâm Đồng
- Phía nam giáp tỉnh Lâm Đồng
- Phía bắc giáp tỉnh Đắk Lắk.

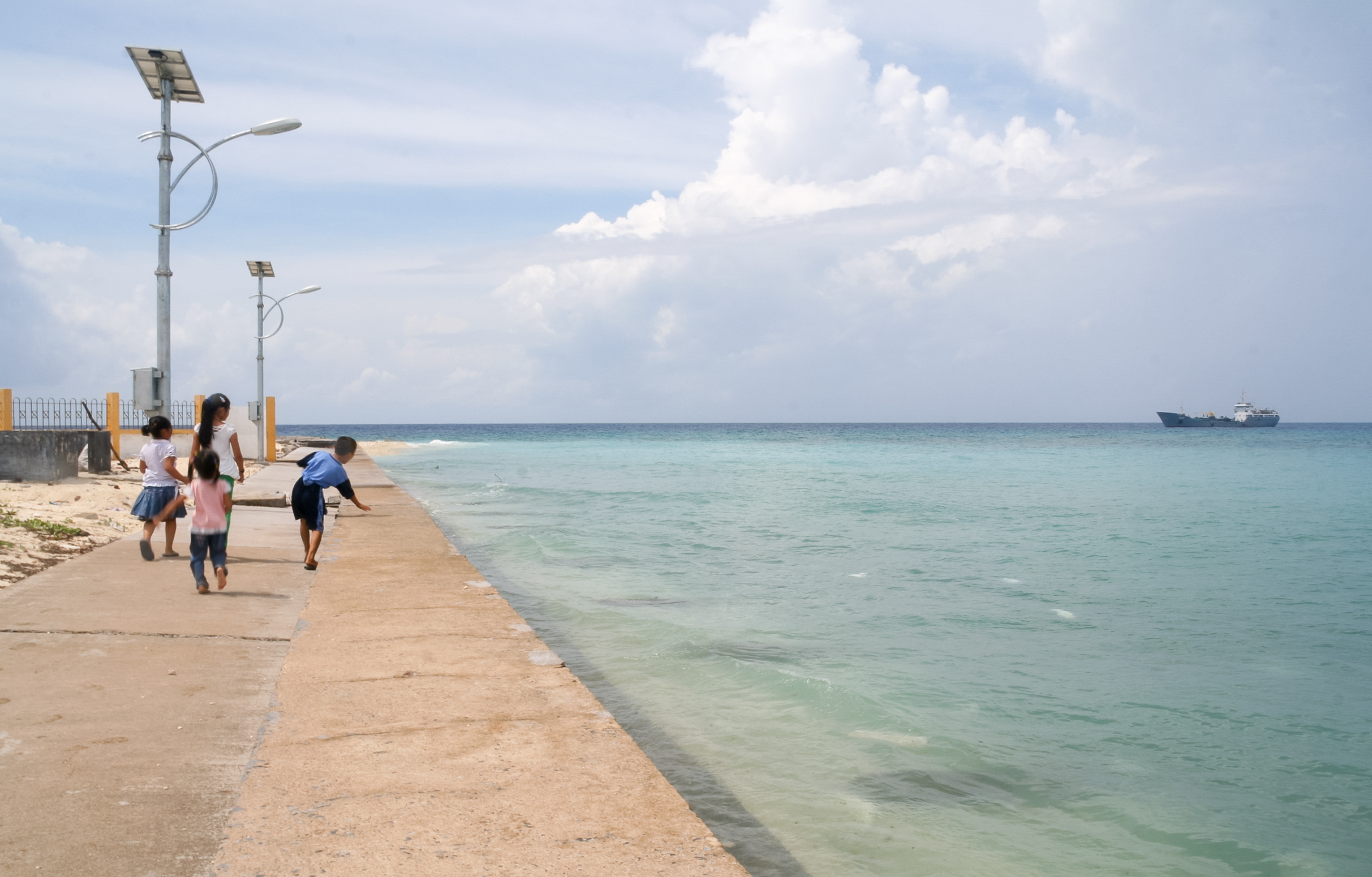
Đảo Trường Sa Lớn

Tỉnh lỵ của Khánh Hòa là thành phố Nha Trang, cách Thành phố Hồ Chí Minh 443 km về phía Nam, cách Đà Nẵng 531 km về phía Bắc và cách thủ đô Hà Nội 1.280 km về phía Bắc theo đường Quốc lộ 1.
Khánh Hòa có diện tích tự nhiên là 5.197 km². Phần đất liền của tỉnh nằm kéo dài từ tọa độ địa lý 12°52'15" đến 11°42'50" vĩ độ Bắc và từ 108°40'33" đến 109°29'55" kinh độ Đông. Điểm cực Đông trên đất liền của Khánh Hòa nằm tại Mũi Đôi trên bán đảo Hòn Gốm, huyện Vạn Ninh và cũng là điểm cực đông trên đất liền của Việt Nam. Chiều dài vào khoảng 150 km, chiều ngang chỗ rộng nhất vào khoảng 90 km.
Tuy nhiên, do điều kiện lịch sử chia cắt và sáp nhập nên 9.300 ha nằm giữa xã Ea Trang (huyện M'Drắk, tỉnh Đắk Lắk) và xã Ninh Tây (thị xã Ninh Hòa, tỉnh Khánh Hòa) nên cả hai tỉnh Đắk Lắk và Khánh Hòa đều tranh chấp để phân định địa giới hành chính.

### Địa hình

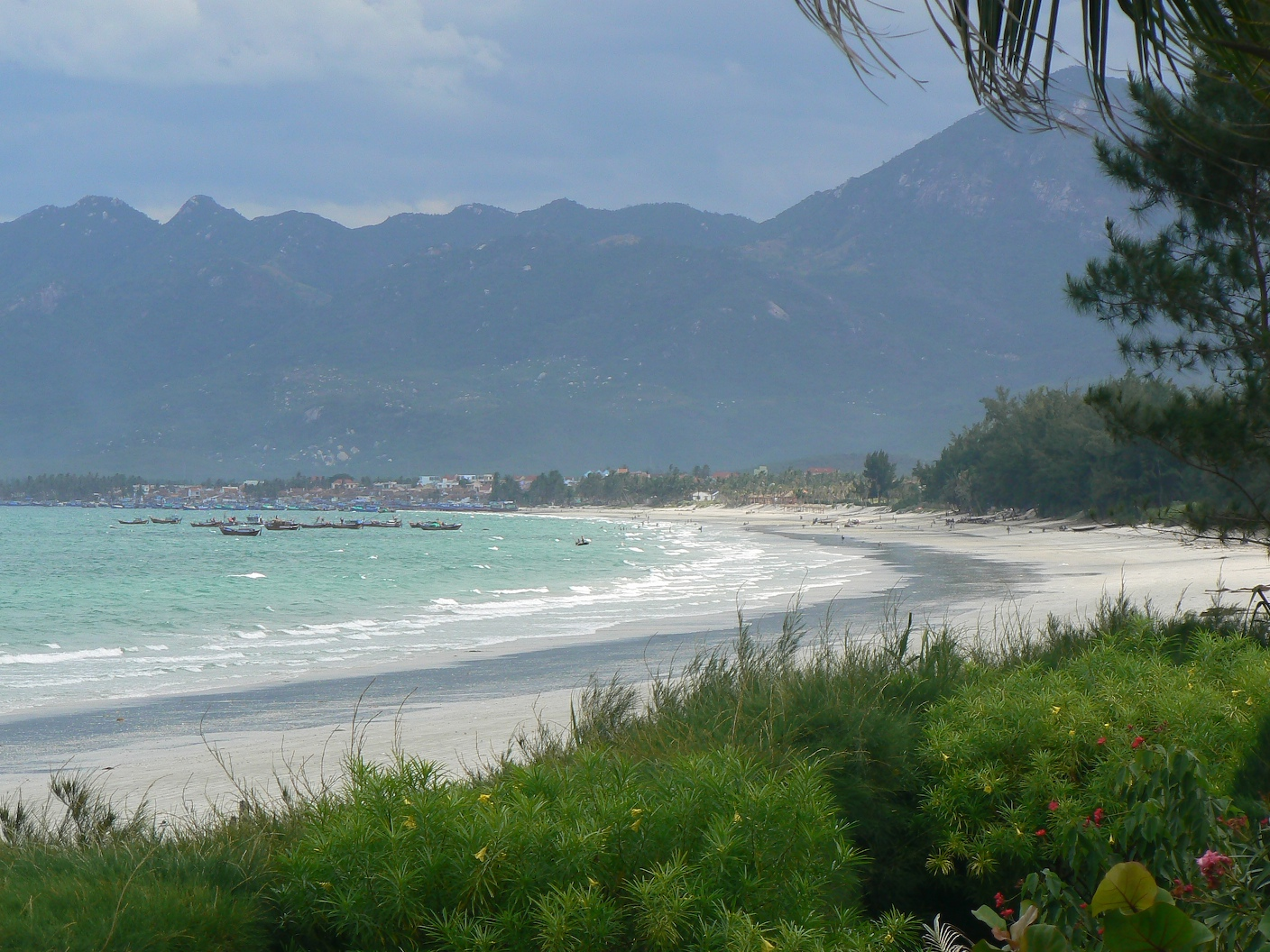
Bãi biển Dốc Lếch tại Ninh Hòa

Là một tỉnh nằm sát dãy núi Trường Sơn, đa số diện tích Khánh Hòa là núi non, miền đồng bằng rất hẹp, chỉ khoảng 400 km², chiếm chưa đến 1/10 diện tích toàn tỉnh. Miền đồng bằng lại bị chia thành từng ô, cách ngăn bởi những dãy núi ăn ra biển. Do đó để đi suốt dọc tỉnh phải đi qua rất nhiều đèo như đèo Cả, đèo Cổ Mã, đèo Chín Cụm, đèo Bánh Ít, đèo Rọ Tượng, đèo Rù Rì.

#### Vùng núi và bán sơn địa

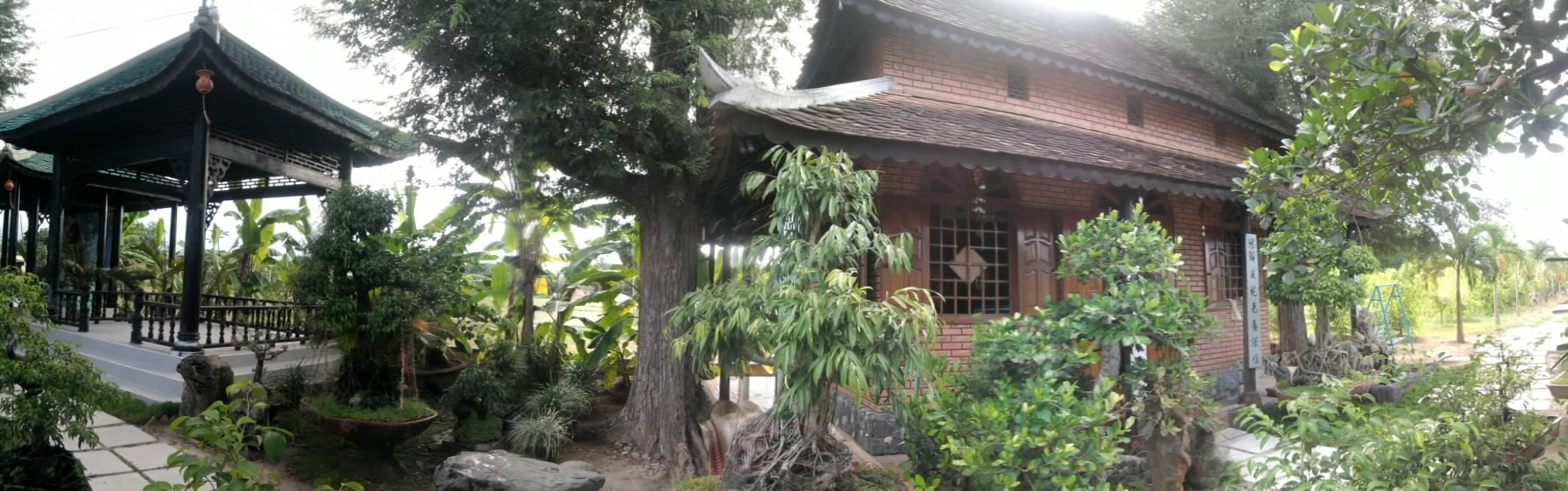
Chùa Thiên Phước tại Thị xã Ninh Hòa

Khánh Hòa là một tỉnh có địa hình tương đối cao ở Việt Nam, độ cao trung bình so với mực nước biển khoảng 60 m. Núi ở Khánh Hòa tuy hiếm những đỉnh cao chót vót, phần lớn chỉ trên dưới 1000 m nhưng gắn với dãy Trường Sơn, lại là phần cuối phía cực Nam nên địa hình núi khá đa dạng.
Phía Bắc và Tây Bắc tỉnh có vùng núi cao thuộc dãy Vọng Phu cao hơn 1000 m, trong đó có dãy Tam Phong gồm ba đỉnh núi cao là Hòn Giữ (cao 1264 m), Hòn Ngang (1128 m) và Hòn Giúp (1127 m). Dãy Vọng Phu - Tam Phong có hướng Tây Nam - Đông Bắc, kéo dài trên 60 km, tạo thành ranh giới tự nhiên giữa hai tỉnh Khánh Hòa, Phú Yên, Đắk Lắk. Các núi thuộc đoạn giữa của tỉnh thường có độ cao kém hơn, có nhiều nhánh đâm ra sát biển tạo nên nhiều cảnh đẹp, gắn với những huyền thoại dân gian và di tích lịch sử, sự kiện của địa phương. Đến phía Nam và Tây Nam, lại xuất hiện một vùng núi rộng, với nhiều đỉnh núi cao trên 1500 m đến trên 2000 m, trong đó có Đỉnh Hòn Giao (2062 m) thuộc địa phận huyện Khánh Vĩnh, là đỉnh núi cao nhất Khánh Hòa. Do có nhiều núi cao, mật độ chia cắt lớn bởi khe, suối, sông tạo thành nhiều hẻm, vực, Thung lũng sâu, gây khó khăn cho giao thông. Ngoài ra, khu vực này còn có Thung lũng Ô Kha, được biết đến là một vùng nguy hiểm cho hàng không.

#### Đồng bằng
Đồng bằng ở Khánh Hòa nhỏ hẹp, bị chia cắt bởi các dãy núi đâm ra biển. Chẳng những thế, địa hình rừng núi của tỉnh không thuận lợi cho quá trình lắng đọng phù sa, nên nhìn chung Khánh Hòa không phải là nơi thuận lợi để phát triển nông nghiệp. Các đồng bằng lớn ở Khánh Hòa gồm có đồng bằng Nha Trang - Diên Khánh nằm ở hai bên sông Cái với diện tích 135 km²; đồng bằng Ninh Hòa do sông Dinh bồi đắp, có diện tích 100 km². Cả hai đồng bằng này đều được cấu tạo từ đất phù sa cũ và mới, nhiều nơi pha lẫn sỏi cát hoặc đất cát ven biển. Ngoài ra, Khánh Hòa còn có hai vùng đồng bằng hẹp là đồng bằng Vạn Ninh và đồng bằng Cam Ranh ở ven biển, cùng với lượng diện tích canh tác nhỏ ở vùng Thung lũng của hai huyện miền núi Khánh Sơn và Khánh Vĩnh.

#### Bờ biển và biển ven bờ
Không những có đường bờ biển dài nhất, Khánh Hòa còn là một trong những tỉnh có đường bờ biển đẹp của Việt Nam. Đường bờ biển kéo dài từ xã Đại Lãnh tới cuối vịnh Cam Ranh, có độ dài khoảng 385 km tính theo mép nước với nhiều cửa lạch, đầm, vịnh, cùng khoảng 200 đảo lớn, nhỏ ven bờ. Khánh Hòa có 6 đầm và vịnh lớn, đó là Đại Lãnh, vịnh Vân Phong, Hòn Khói, đầm Nha Phu, vịnh Nha Trang (Cù Huân) và vịnh Cam Ranh. Trong đó có nổi bật nhất vịnh Cam Ranh với chiều dài 32 km, chiều rộng 16 km, thông với biển thông qua eo biển rộng 1,6 km, có độ sâu từ 18–20 m, và thường được xem là cảng biển có điều kiện tự nhiên tốt nhất Đông Nam Á, trước đây được sử dụng làm căn cứ quân sự của Hoa Kỳ rồi Liên Xô (sau này là Nga) nhưng về sau được chuyển thành cảng dân sự.
Thềm lục địa tỉnh Khánh Hòa rất hẹp. Địa hình vùng thềm lục địa phản ánh sự tiếp nối của cấu trúc địa hình trên đất liền. Các nhánh núi Trường Sơn đâm ra biển trong quá khứ địa chất như dãy Phước Hà Sơn, núi Hòn Khô, dãy Hoàng Ngưu không chỉ dừng lại ở bờ biển để tạo thành các mũi Hòn Thị, mũi Khe Gà (Con Rùa), mũi Đông Ba... mà còn tiếp tục phát triển rất xa về phía biển mà ngày nay đã bị nước biển phủ kín. Vì vậy, dưới đáy biển phần thềm lục địa cũng có những dãy núi ngầm mà các đỉnh cao của nó nhô lên khỏi mặt nước hình thành các hòn đảo như hòn Tre, hòn Miếu, hòn Mun... Xen giữa các đảo nổi, đảo ngầm là những vùng trũng tương đối bằng phẳng gọi là các đồng bằng biển, đó chính là đáy các vũng, vịnh như vịnh Vân Phong, vịnh Nha Trang, vịnh Cam Ranh.
Ngoài các đảo đá ven bờ, Khánh Hoà còn có các đảo san hô ở huyện đảo Trường Sa, với khoảng 100 đảo bãi cạn, bãi ngầm rải rác trên một diện tích từ 160 đến 180 ngàn km², trong đó có từ 23 đến 25 đảo, bãi cạn nổi thường xuyên, với tổng diện tích 10 km². Đảo lớn nhất trong quần đảo Trường Sa là Ba Bình chỉ rộng 0,65 km². Bãi lớn nhất là bãi Thuyền Chài, dài 30 km; rộng 5 km (ngập nước khi triều lên). Địa hình trên bề mặt các đảo rất đơn giản, chỉ là những mõm đá, vách đá vôi san hô, cao vài mét.

### Địa chất - tài nguyên
Cấu tạo địa chất của Khánh Hòa chủ yếu là đá granit và ryolit, dacit có nguồn gốc mác ma xâm nhập hoặc phún trào kiểu mới. Ngoài ra còn có các loại sa thạch, trầm tích ở một số nơi. Về địa hình kiến tạo, phần đất của tỉnh Khánh Hòa đã được hình thành từ rất sớm, là một bộ phận thuộc rìa phía Đông Nam của địa khối cổ Kom Tom, được nổi lên khỏi mặt nước biển từ đại Cổ sinh, cách đây khoảng 570 triệu năm. Trong đại Trung sinh có 2 chu kỳ tạo sản inđôxi và kimêri có ảnh hưởng một phần đến Khánh Hòa. Do quá trình phong hóa vật lý, hóa học diễn ra trên nền đá granit, ryolit đã tạo thành những hình dáng độc đáo, đa dạng và phong phú, góp phần làm cho thiên nhiên Khánh Hòa có nhiều cảnh đẹp nổi tiếng.
Khánh Hòa có nhiều tài nguyên khoáng sản như than bùn, cao lanh, sét, sét chịu lửa, vàng sa khoáng, cát thủy tinh, san hô, đá granit, quặng ilmênit, nước khoáng, phục vụ sản xuất vật liệu xây dựng và công nghiệp khai thác. Ngoài ra còn có nhiều tài nguyên biển, bao gồm các nguồn rong, tảo thực vật, trữ lượng hải sản lớn cung cấp nguyên liệu cho công nghiệp chế biến hải sản; các điều kiện thuận lợi để khai thác sinh vật biển và nuôi trồng thủy sản.

### Sông ngòi

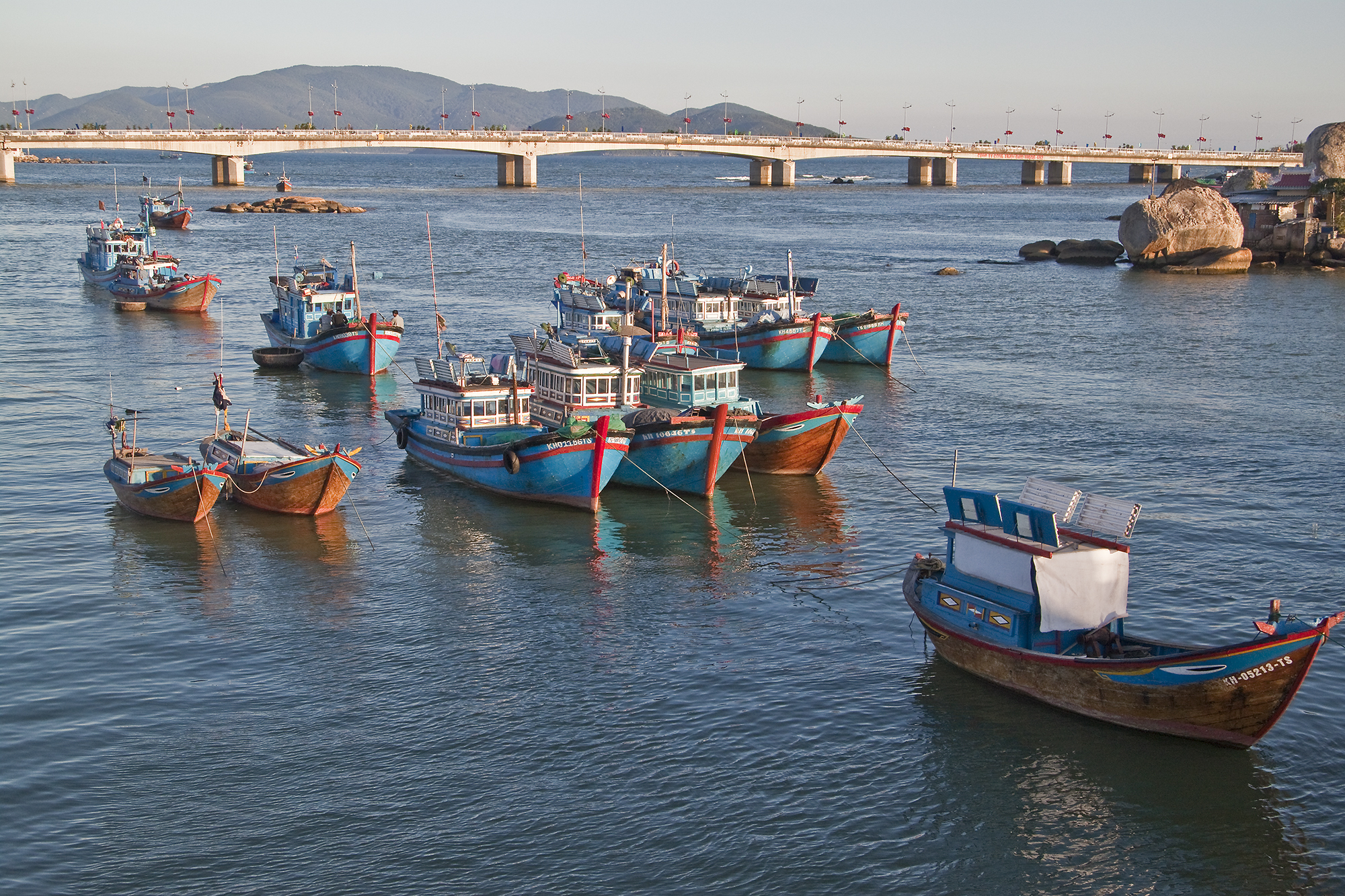
Thuyền trên sông Cái, đoạn qua Nha Trang, phía sau là cầu Trần Phú

Sông ngòi ở Khánh Hòa nhìn chung ngắn và dốc, cả tỉnh có khoảng 40 con sông dài từ 10 km trở lên, tạo thành một mạng lưới sông phân bố khá dày. Hầu hết, các con sông đều bắt nguồn tại vùng núi phía Tây trong tỉnh và chảy xuống biển phía Đông. Dọc bờ biển, cứ khoảng 5–7 km có một cửa sông.
Mặc dù hướng chảy cơ bản của các sông là hướng Tây - Đông, nhưng tùy theo hướng của mạch núi kiến tạo hoặc do địa hình cục bộ, dòng sông có thể uốn lượn theo các hướng khác nhau trước khi đổ ra biển Đông. Đặc biệt là sông Tô Hạp, bắt nguồn từ dãy núi phía Tây của huyện Khánh Sơn, chảy qua các xã Sơn Trung, Sơn Bình, Sơn Hiệp, Sơn Lâm, Thành Sơn rồi chảy về phía Ninh Thuận. Đây là con sông duy nhất của tỉnh chảy ngược dòng về phía Tây. Hai con sông lớn nhất tỉnh là Sông Cái (Nha Trang) và sông Dinh. Sông Cái có độ dài 79 km, bắt nguồn từ hòn Gia Lê cao 1.812 m chảy qua Khánh Vĩnh, Diên Khánh, Nha Trang rồi đổ ra biển qua Cửa Bé (Tiểu Cù Huân) và Cửa Lớn (Đại Cù Huân). Sông Dinh bắt nguồn từ vùng núi Chư H'Mư (đỉnh cao 2.051 m) thuộc dãy Vọng Phu, có tổng diện tích lưu vực 985 km², chảy qua thị xã Ninh Hòa và đổ ra đầm Nha Phu.

### Khí hậu
Khánh Hòa là 1 tỉnh ở vùng duyên hải cực Nam Trung Bộ, nằm trong khu vực khí hậu nhiệt đới xavan. Song khí hậu Khánh Hòa có những nét biến dạng độc đáo với các đặc điểm riêng biệt. So với các tỉnh, thành phía Bắc từ Đèo Cả trở ra và phía Nam từ Ghềnh Đá Bạc trở vào, khí hậu ở Khánh Hòa tương đối ôn hòa hơn do mang tính chất của khí hậu đại dương. Thường chỉ có 2 mùa rõ rệt là mùa mưa và mùa nắng. Mùa mưa ngắn, từ khoảng giữa tháng 9 đến giữa tháng 12 dương lịch, tập trung vào 2 tháng 10 và tháng 11, lượng mưa thường chiếm trên 50% lượng mưa trong năm. Những tháng còn lại là mùa nắng, trung bình hàng năm có tới 2.600 giờ nắng. Nhiệt độ trung bình hàng năm của Khánh Hòa cao khoảng 26,7 °C riêng trên đỉnh núi Hòn Bà (cách Nha Trang 30 km đường chim bay) có khí hậu như Đà Lạt. Độ ẩm tương đối khoảng 80,5%.
Từ tháng 1 đến tháng 8, có thể coi là mùa khô, thời tiết thay đổi dần. Những tháng đầu mùa, trời mát, nhiệt độ từ 17-25 °C, nhưng từ tháng 5 đến tháng 8 trời nóng nực, nhiệt độ có thể lên tới 34 °C (ở Nha Trang) và 37-38 °C (ở Cam Ranh). Tháng 9 đến tháng 12, được xem như mùa mưa, nhiệt độ thay đổi từ 20-27 °C (ở Nha Trang) và 20-26 °C (ở Cam Ranh). Khánh Hòa là vùng ít gió bão, tần số bão đổ bộ vào Khánh Hòa thấp chỉ có khoảng 0,82 cơn bão/năm so với 3,74 cơn bão/năm đổ bộ vào bờ biển Việt Nam. Các trận bão được dự đoán sẽ đổ bộ vào Khánh Hòa trong những năm gần đây thường lệch hướng vào Nam hoặc tan ngay khi gần vào bờ. Tuy vậy, do địa hình sông suối có độ dốc cao nên khi có bão kèm theo mưa lớn, làm nước dâng cao nhanh chóng, trong khi đó sóng bão và triều dâng lại cản đường nước rút ra biển, nên thường gây ra lũ lụt.
| Nhiệt độ trung bình các tháng đo tại trạm Nha Trang | Một | Hai  | Ba   | Tư   | Năm  | Sáu  | Bảy  | Tám  | Chín  | Mười  | Mười một | Mười hai |
| --------------------------------------------------- | --- | ---- | ---- | ---- | ---- | ---- | ---- | ---- | ----- | ----- | -------- | -------- |
| Cao nhất (°C)                                       | 27  | 28   | 29   | 31   | 32   | 32   | 32   | 32   | 32    | 30    | 28       | 27       |
| Thấp nhất (°C)                                      | 22  | 22   | 23   | 25   | 26   | 26   | 26   | 26   | 25    | 24    | 24       | 22       |
| Lượng mưa (cm)                                      | 2,4 | 0,56 | 2,07 | 1,98 | 5,08 | 3,48 | 2,62 | 3,23 | 13,38 | 25,43 | 25,12    | 12,21    |
| Nguồn: MSN Weather                                  |     |      |      |      |      |      |      |      |       |       |          |          |

## Lịch sử

### Thời tiền sử và Vương quốc Chăm Pa

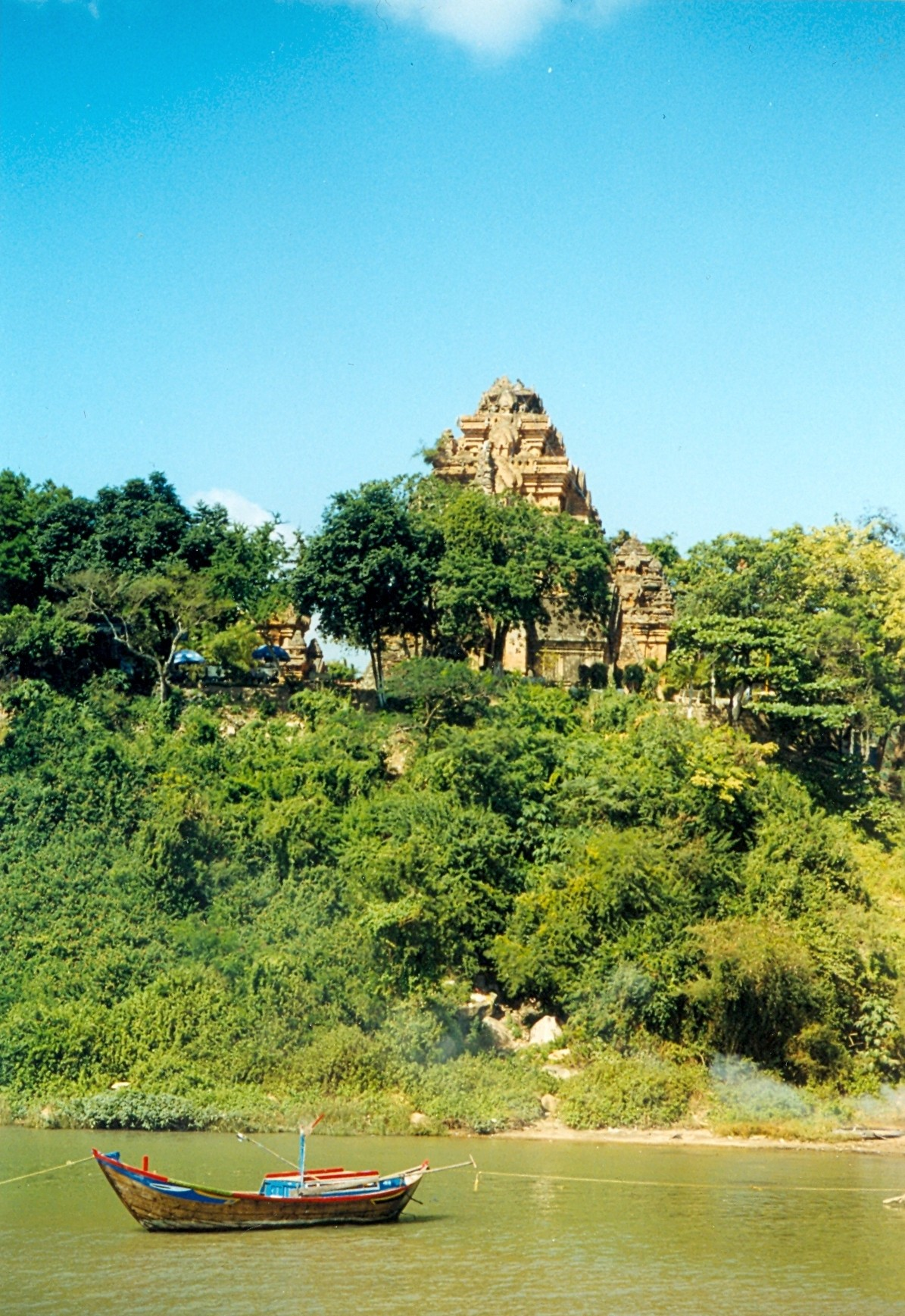
Tháp Po Nagar, trung tâm tôn giáo của Kauthara

Các tư liệu khảo cổ học khẳng định rằng ngay từ thời tiền sử, con người đã sinh sống ở Khánh Hòa. Ở Hòn Tre trong Vịnh Nha Trang các nhà khảo cổ học đã phát hiện ra nhiều công cụ bằng đá của một nền nông nghiệp dùng cuốc. Với việc phát hiện ra bộ đàn đá Khánh Sơn vào tháng 2 năm 1979 tại huyện Khánh Sơn, cho thấy chủ nhân của bộ đàn đá này đã sinh sống ở đây khoảng giữa thiên niên kỷ 1 TCN.
Các di chỉ đã phát hiện của nền văn hóa Xóm Cồn (Ba Ngòi, Cam Ranh) cho phép khẳng định nền văn hóa thời đại đồ sắt ở Khánh Hòa có niên đại khoảng gần 4000 năm và phát triển sớm hơn văn hóa Sa Huỳnh. Nằm trong địa bàn phân bố của văn hóa Sa Huỳnh, Khánh Hòa có nhiều di chỉ khảo cổ học về nền văn hóa này như: Diên Sơn, Bình Tân, Hòn Tre, Ninh Thân.
Vào đầu Công Nguyên, một bộ phận trong bộ tộc Cau (Kranukavamsa) - một trong hai bộ tộc lớn của người Chăm Pa thời bấy giờ - đã thành lập nên một tiểu quốc và được đặt tên là Tiểu quốc Nam Chăm (bia ký ghi là Panrăn hay Panduranga). Tiểu quốc này gồm hai xứ là Panrăn (khu vực ngày nay là Phan Rang, Phan Thiết) và Kauthara (khu vực Khánh Hòa ngày nay). Đối địch với Tiểu quốc Nam Chăm là Tiểu quốc Bắc Chăm ở khu vực thuộc Quảng Nam, Quảng Ngãi, Bình Định ngày nay.
Sau đó, trải qua nhiều thế kỷ nội chiến liên miên, vương quốc Chăm Pa được thành lập trên cơ sở sự thống nhất của hai xứ Nam Chăm và Bắc Chăm. Đến thế kỷ VIII, Nam Chăm chiếm ưu thế dẫn đến sự ra đời của Vương triều Panduranga (Hoàn Vương Quốc), vùng Kauthara từ đó phát triển đến mức cực thịnh với những khu đền tháp to lớn và linh thiêng mà tiêu biểu là ngôi đền Po Nagar thờ vị nữ thần mẹ xứ sở Yang Pô Y Na Gar. Đến nay, vẫn còn tồn tại nhiều bia ký ghi bằng tiếng Phạn và tiếng Chăm cổ ở Khánh Hòa nằm rải rác ở nhiều nơi.

### Trung đại

Bản đồ tỉnh Khánh Hòa nhà Nguyễn

Năm 1653, lấy cớ vua Chiêm Thành là Bà Tấm (hay còn gọi là Bà Bật) quấy nhiễu dân Việt ở Phú Yên, Chúa Nguyễn Phúc Tần đã sai quan cai cơ Hùng Lộc Hầu Trương Phúc Hùng đem 3000 quân sang đánh. Thất bại nặng nề, vua Chiêm Thành sai con mang thư hàng và xin dâng đất cho Chúa từ sông Phan Rang trở ra đến Phú Yên. Chúa chấp thuận và đặt dinh Thái Khang gồm hai phủ là phủ Thái Khang gồm các huyện Tân Định, Quảng Phước ở phía bắc (nay là thị xã Ninh Hòa và huyện Vạn Ninh) và phủ Diên Ninh gồm các huyện Phước Diên, Hoa Châu, Vĩnh Xương ở phía nam (nay là các huyện Diên Khánh, Cam Lâm, Khánh Sơn, 2 thành phố Cam Ranh, Nha Trang và một phần phía Bắc của tỉnh Ninh Thuận), giao cho Hùng Lộc làm thái thú. Từ đó, vùng đất này đã trở thành một bộ phận của lãnh thổ Việt Nam và công cuộc khai khẩn lập làng của người Việt được đẩy mạnh. Dân cư sống tập trung tại các hạ lưu sông Dinh và sông Cái. Đến năm 1690, phủ Thái Khang được đổi tên thành phủ Bình Khang. Năm 1742, phủ Diên Ninh đổi thành phủ Diên Khánh.
Vào năm 1771, ba anh em nhà Tây Sơn dấy binh đánh Chúa Nguyễn. Chỉ ba năm sau, quân Tây Sơn đã kiểm soát vùng đất kéo dài từ Quy Nhơn đến Bình Thuận. Sau đó, tướng nhà Nguyễn là Tống Phúc Hạp kéo quân ra đánh lấy lại được Dinh Bình Thuận và Phủ Diên Khánh nhưng rồi lại bị Nguyễn Huệ đem quân đánh lấy lại được hai vùng trên. Tháng 7 năm 1793, Định Vương Nguyễn Phúc Ánh thân chinh thống lĩnh đại binh thủy, bộ từ Gia Định kéo ra Nha Trang. Từ Nha Trang tấn công lên Diên Khánh. Quân Tây Sơn không cầm cự nổi phải bỏ Diên Khánh và Bình Khang. Nguyễn Ánh sai người xây thành Diên Khánh, lập xưởng đóng thuyền. Sau đó, tướng Tây Sơn là Trần Quang Diệu còn hai lần đem quân vào đánh nữa vào các năm 1794, 1795 nhưng đều không thành.

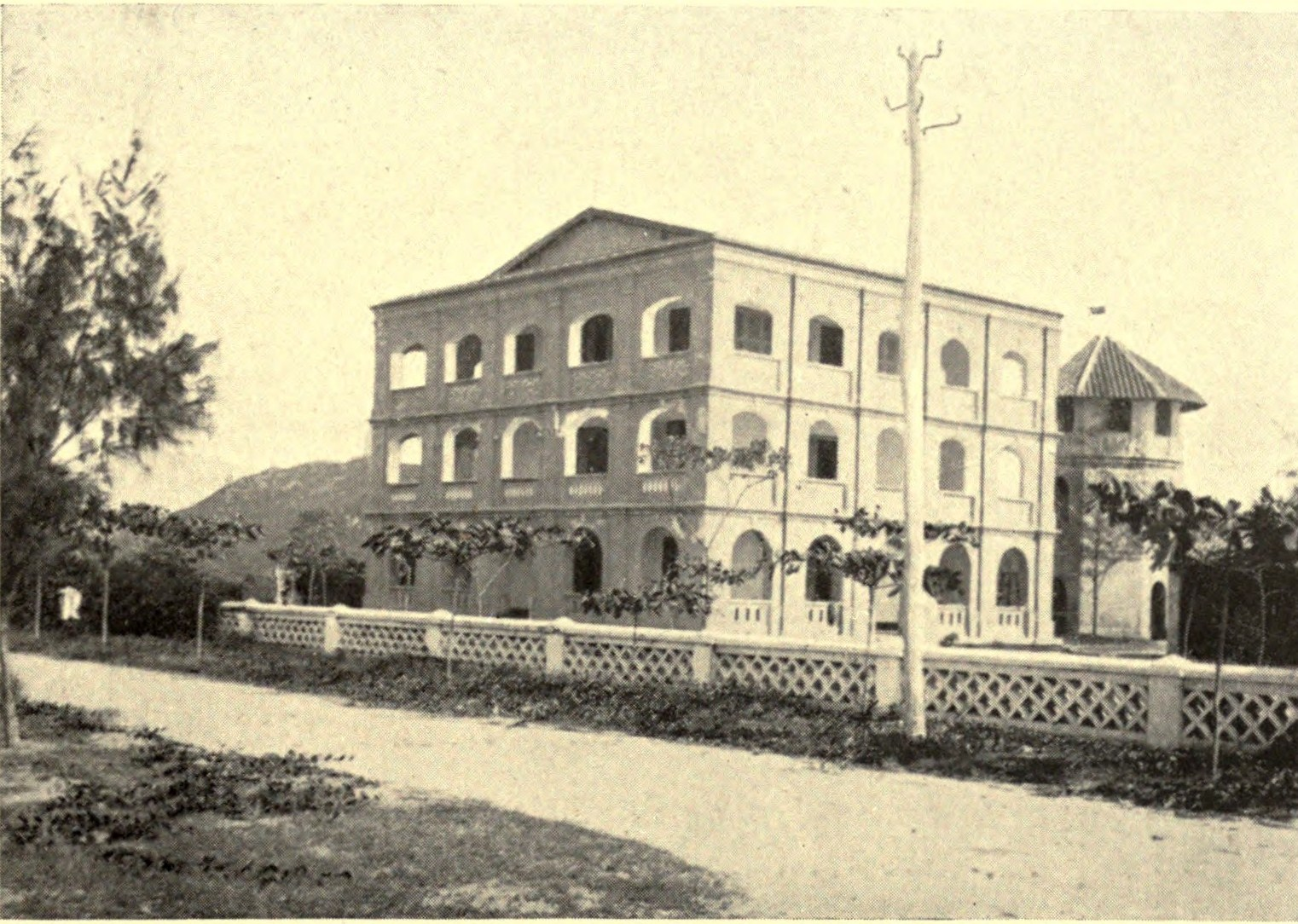
Nhà Yersin thời Pháp thuộc (nay là nhà khách Bộ Công An)

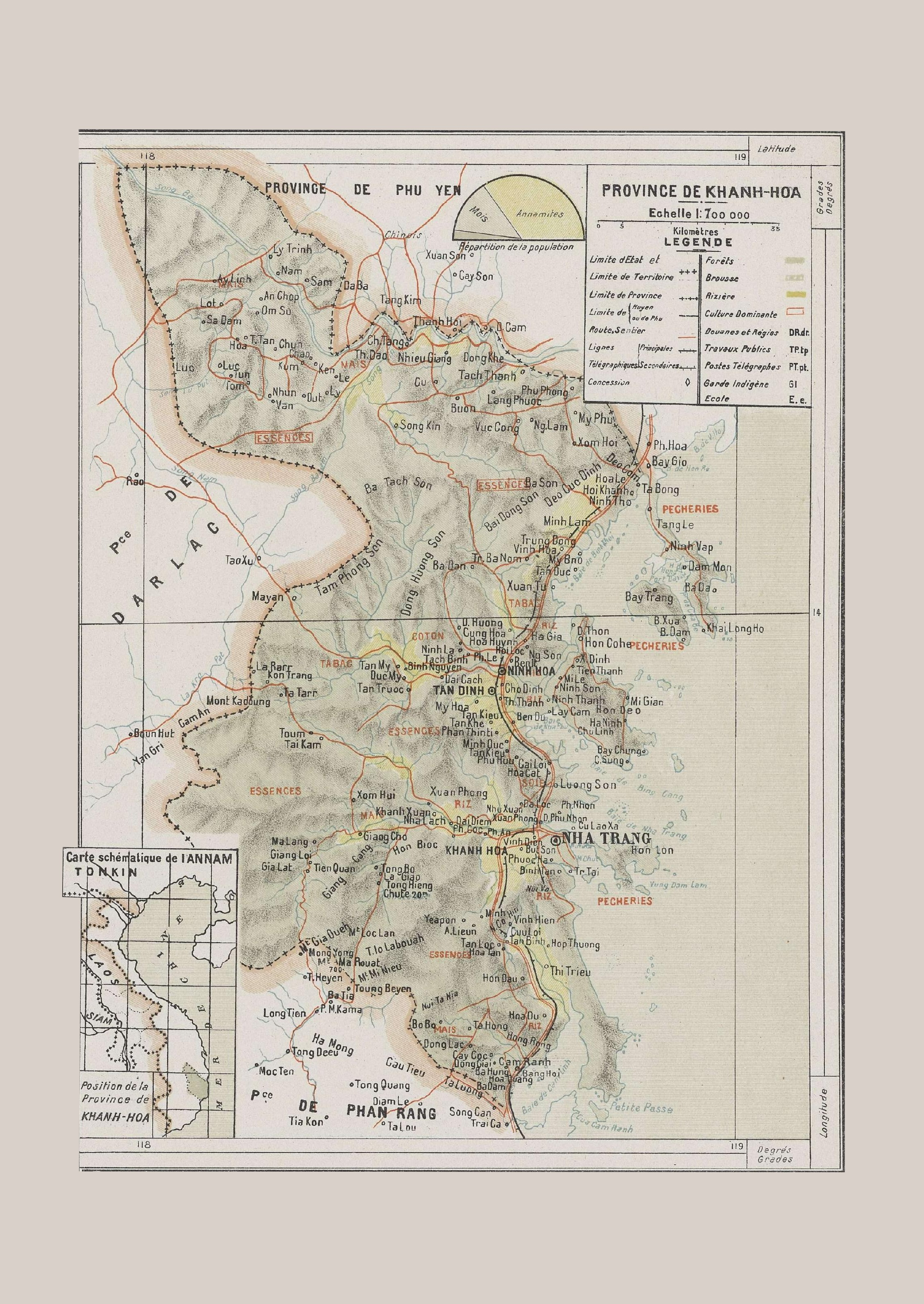
Bản đồ tỉnh Khánh Hòa năm 1909

Năm 1802, sau khi đánh bại nhà Tây Sơn, Nguyễn Phúc Ánh lên ngôi lấy hiệu là Gia Long. Năm 1803, Dinh Bình Khang được đổi tên thành Dinh Bình Hòa, phủ Bình Khang cũng được đổi tên thành phủ Bình Hòa nhưng sở lỵ đã được chuyển từ đây sang phủ Diên Khánh. Năm 1808, Dinh được đổi thành Trấn. Đến năm 1831 (năm Minh Mạng thứ 12), trấn Bình Hòa được đổi tên thành tỉnh Khánh Hòa, còn phủ Bình Hòa trở thành phủ Ninh Hòa. Vào thời điểm đó, tỉnh Khánh Hòa gồm 2 phủ, 4 huyện là: Phủ Diên Khánh gồm 2 huyện: Phước Điền, Vĩnh Xương; Phủ Ninh Hòa gồm 2 huyện: Quảng Phước và Tân Định, tỉnh lỵ là Phủ Diên Khánh.
Năm 1884, triều đình nhà Nguyễn ký kết hiệp ước Patenotre với Pháp, tạo cơ sở cho việc thiết lập chính quyền đô hộ của Pháp ở Việt Nam và sự suy yếu của nhà Nguyễn. Là một tỉnh ở xứ Trung Kỳ, Khánh Hòa vẫn là bộ phận của Nam triều, đồng thời tồn tại Chính quyền bảo hộ Pháp. Quan lại của Nam triều gồm có chức tuần vũ, án sát coi việc hành chính, lãnh binh coi việc canh gác và giữ gìn an ninh trong tỉnh, đóng tại Diên Khánh. Cơ quan bảo hộ Pháp gồm có chánh sứ, phó sứ và giám binh, đóng tại Nha Trang. Nha Trang dần phát triển thành thị trấn.
Ngày 9 tháng 3 năm 1945, Nhật đảo chính Pháp, giao tỉnh Khánh Hòa cho các quan Nam triều quản lý, cơ quan hành chính của tỉnh dời xuống Nha Trang. Từ đó, Nha Trang chính thức trở thành tỉnh lỵ của tỉnh Khánh Hòa.

### Thời kỳ từ 1945 đến nay
| Dân số tỉnh Khánh Hòa 1967 | Dân số tỉnh Khánh Hòa 1967 |
| Quận                       | Dân số                     |
| -------------------------- | -------------------------- |
| Cam Lâm                    | 11.185                     |
| Diên Khánh                 | 47.446                     |
| Khánh Dương                | 5767                       |
| Ninh Hòa                   | 74.299                     |
| Vạn Ninh                   | 27.536                     |
| Vĩnh Xương                 | 163.828                    |
| Tổng số                    | 330.061                    |

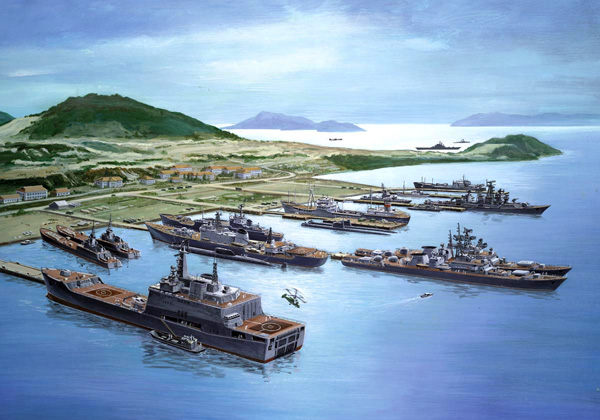
Tranh vẽ căn cứ hải quân Liên Xô tại Vịnh Cam Ranh năm 1985

Ngày 19 tháng 8 năm 1945, lực lượng Việt Minh ở Khánh Hòa đứng dậy giành chính quyền, nhưng chỉ nắm chính quyền được hai tháng thì Pháp đổ bộ lên Nha Trang và đánh chiếm lại.
Năm 1955, dưới thời Việt Nam Cộng hòa, tỉnh Khánh Hòa cũng được tổ chức lại trên mọi phương diện. Các phủ huyện đổi thành quận. Các làng đổi thành xã. Tháng 5 năm 1959, hai tổng Krong Jing và Krong Hinh thuộc tỉnh Đắk Lắk được sáp nhập vào tỉnh Khánh Hòa và lập thành quận Khánh Dương. Tháng 4 năm 1960, 12 thôn Thượng thuộc quận Cam Lâm được trích ra khỏi Khánh Hòa để nhập vào quận Du Long tỉnh Ninh Thuận. Tháng 10 năm 1965, một phần đất quận Cam Lâm ở phía Nam bị cắt để thành lập thị xã Cam Ranh trực thuộc trung ương (khu đặc biệt Cam Ranh).
Trong vòng 3 ngày 1, 2 và 3 tháng 4 năm 1975, quân giải phóng miền Nam Việt Nam lần lượt tiếp quản Ninh Hòa, Nha Trang và Cam Ranh. Việc chuyển giao chính quyền diễn ra trong hòa bình vì hầu hết quân đội Việt Nam Cộng hòa đã rút hết về phòng tuyến Phan Rang.
Sau năm 1975, tỉnh Khánh Hòa hợp nhất với tỉnh Phú Yên và thị xã Cam Ranh thành tỉnh Phú Khánh. Đồng thời, hợp nhất thị xã Cam Ranh và huyện Cam Lâm thành huyện Cam Ranh, hợp nhất hai huyện Diên Khánh và Vĩnh Xương thành huyện Khánh Xương, hợp nhất hai huyện Ninh Hòa và Vạn Ninh thành huyện Khánh Ninh, thành lập huyện Khánh Vĩnh.
Ngày 10 tháng 3 năm 1977, chuyển thị xã Nha Trang thành thành phố Nha Trang, sáp nhập huyện Khánh Sơn vào huyện Cam Ranh, hợp nhất hai huyện Khánh Xương và Khánh Vĩnh thành huyện Diên Khánh.
Ngày 5 tháng 3 năm 1979, huyện Khánh Ninh được chia lại thành 2 huyện: Ninh Hòa và Vạn Ninh.
Ngày 28 tháng 12 năm 1982, huyện đảo Trường Sa từ tỉnh Đồng Nai chuyển sang tỉnh Phú Khánh.
Ngày 30 tháng 6 năm 1989, Quốc hội ra Nghị quyết chia tỉnh Phú Khánh thành hai tỉnh Phú Yên và Khánh Hòa.
Khi tách ra, tỉnh Khánh Hòa có 8 đơn vị hành chính trực thuộc, gồm thành phố Nha Trang, các huyện: Cam Ranh, Diên Khánh, Khánh Sơn, Khánh Vĩnh, Ninh Hòa, Vạn Ninh và huyện đảo Trường Sa.
Ngày 7 tháng 7 năm 2000, chuyển huyện Cam Ranh thành thị xã Cam Ranh.
Ngày 11 tháng 4 năm 2007, tách một số xã của thị xã Cam Ranh và huyện Diên Khánh để tái lập huyện Cam Lâm.
Ngày 22 tháng 4 năm 2009, thành phố Nha Trang được công nhận là đô thị loại I trực thuộc tỉnh Khánh Hòa.
Ngày 25 tháng 10 năm 2010, chuyển huyện Ninh Hòa thành thị xã Ninh Hòa.

Ngày 23 tháng 12 năm 2010, chuyển thị xã Cam Ranh thành thành phố Cam Ranh.
Ngày 12 tháng 6 năm 2025, Quốc hội ban hành Nghị quyết số 202/2025/QH15 về việc sắp xếp đơn vị hành chính cấp tỉnh (nghị quyết có hiệu lực từ ngày 12 tháng 6 năm 2025). Theo đó, sáp nhập tỉnh Ninh Thuận vào tỉnh Khánh Hòa.
Sau khi sáp nhập, tỉnh Khánh Hòa có 8.555,86 km² diện tích tự nhiên và quy mô dân số là 2.243.554 người.
Ngày 16 tháng 6 năm 2025, Ủy ban Thường vụ Quốc hội ban hành Nghị quyết số 1667/NQ-UBTVQH15 về việc sắp xếp các đơn vị hành chính cấp xã của tỉnh Khánh Hòa năm 2025 (nghị quyết có hiệu lực cùng ngày). Theo đó, thành lập 65 xã, phường mới trên cơ sở 163 đơn vị hành chính cấp xã và giữ nguyên 1 xã.
Tỉnh Khánh Hòa có 48 xã, 16 phường và 1 đặc khu.

## Hành chính
Tỉnh Khánh Hòa có 65 đơn vị cấp xã, gồm 48 xã, 16 phường và 1 đặc khu.
| Tên           | Diện tích (km²) | Dân số (người) |
| ------------- | --------------- | -------------- |
| Phường (16)   |                 |                |
| Ba Ngòi       | 78,18           | 31.708         |
| Bảo An        | 18,46           | 45.995         |
| Bắc Cam Ranh  | 133,95          | 43.644         |
| Bắc Nha Trang | 97,04           | 128.239        |
| Cam Linh      | 4,83            | 33.052         |
| Cam Ranh      | 17,51           | 31.237         |
| Đô Vinh       | 61,96           | 33.207         |
| Đông Hải      | 11,00           | 54.615         |
| Đông Ninh Hòa | 134,17          | 43.484         |
| Hòa Thắng     | 78,59           | 26.822         |
| Nam Nha Trang | 82,18           | 130.164        |
| Nha Trang     | 47,13           | 136.118        |
| Ninh Chử      | 20,41           | 39.556         |
| Ninh Hòa      | 35,80           | 58.816         |
| Phan Rang     | 9,41            | 72.250         |
| Tây Nha Trang | 27,89           | 108.065        |

| Tên            | Diện tích (km²) | Dân số (người) |
| -------------- | --------------- | -------------- |
| Xã (48)        |                 |                |
| Anh Dũng       | 320,61          | 10.300         |
| Bác Ái         | 188,48          | 12.270         |
| Bác Ái Đông    | 235,23          | 9.335          |
| Bác Ái Tây     | 478,65          | 11.090         |
| Bắc Khánh Vĩnh | 144,17          | 9.199          |
| Bắc Ninh Hòa   | 236,98          | 32.329         |
| Cà Ná          | 63,92           | 24.903         |
| Cam An         | 122,02          | 19.534         |
| Cam Hiệp       | 115,12          | 5.000          |
| Cam Lâm        | 149,85          | 86.530         |
| Công Hải       | 124,30          | 14.727         |
| Diên Điền      | 63,74           | 38.029         |
| Diên Khánh     | 18,41           | 45.223         |
| Diên Lạc       | 14,85           | 23.325         |
| Diên Lâm       | 117,81          | 16.059         |
| Diên Thọ       | 73,64           | 16.692         |

| Tên            | Diện tích (km²) | Dân số (người) |
| -------------- | --------------- | -------------- |
| Đại Lãnh       | 171,04          | 25.644         |
| Đông Khánh Sơn | 114,26          | 10.376         |
| Hòa Trí        | 109,44          | 26.638         |
| Khánh Sơn      | 98,68           | 11.535         |
| Khánh Vĩnh     | 192,39          | 11.204         |
| Lâm Sơn        | 191,49          | 24.247         |
| Mỹ Sơn         | 248,06          | 15.800         |
| Nam Cam Ranh   | 92,59           | 23.525         |
| Nam Khánh Vĩnh | 197,13          | 10.271         |
| Nam Ninh Hòa   | 201,43          | 31.293         |
| Ninh Hải       | 100,13          | 31.115         |
| Ninh Phước     | 65,36           | 70.203         |
| Ninh Sơn       | 99,33           | 32.003         |
| Phước Dinh     | 153,97          | 35.301         |
| Phước Hà       | 230,00          | 8.900          |
| Phước Hậu      | 74,71           | 49.465         |
| Phước Hữu      | 177,66          | 35.572         |

| Tên              | Diện tích (km²) | Dân số (người) |
| ---------------- | --------------- | -------------- |
| Suối Dầu         | 160,09          | 24.185         |
| Suối Hiệp        | 55,34           | 24.159         |
| Tân Định         | 92,35           | 40.481         |
| Tây Khánh Sơn    | 125,59          | 7.847          |
| Tây Khánh Vĩnh   | 294,25          | 7.357          |
| Tây Ninh Hòa     | 275,91          | 17.540         |
| Thuận Bắc        | 137,21          | 25.744         |
| Thuận Nam        | 140,81          | 27.262         |
| Trung Khánh Vĩnh | 338,49          | 7.772          |
| Tu Bông          | 99,62           | 29.751         |
| Vạn Hưng         | 86,09           | 18.883         |
| Vạn Ninh         | 130,46          | 54.202         |
| Vạn Thắng        | 74,81           | 31.625         |
| Vĩnh Hải         | 161,23          | 36.879         |
| Xuân Hải         | 43,38           | 45.104         |
| Đặc khu (1)      |                 |                |
| Trường Sa        | 496,30          | 153            |

## Chính quyền
Hội đồng nhân dân tỉnh, với các đại biểu được bầu cử trực tiếp nhiệm kỳ 5 năm, có quyền quyết định các kế hoạch phát triển dài hạn về kinh tế, văn hóa, giáo dục... của tỉnh. Đứng đầu Hội đồng Nhân dân gồm một Chủ tịch, một Phó chủ tịch và một Uỷ viên thường trực. Hội đồng Nhân dân chịu sự giám sát và hướng dẫn hoạt động của Ủy ban Thường vụ Quốc hội, chịu sự hướng dẫn và kiểm tra của Chính phủ trong việc thực hiện các văn bản của cơ quan nhà nước cấp trên theo quy định của Uỷ ban Thường vụ Quốc hội. Chủ tịch Hội đồng nhân dân hiện nay là ông Nguyễn Tấn Tuân.
Hội đồng Nhân dân tỉnh bầu nên Ủy ban Nhân dân, cơ quan trực tiếp chịu trách nhiệm quản lý về mọi hoạt động chính trị, an ninh, kinh tế và văn hóa trên địa bàn Khánh Hòa. Đứng đầu Ủy ban Nhân dân gồm một Chủ tịch và các Phó chủ tịch. Các sở, ngành của Ủy ban Nhân dân sẽ quản lý về các lĩnh vực cụ thể, như y tế, giáo dục, đầu tư, tư pháp, tài chính. Tương tự, cấp thành phố, thị xã, huyện cũng có Hội đồng Nhân dân và Ủy ban Nhân dân chịu sự chỉ đạo chung của cấp tỉnh. Ngoài ra, Ủy ban Nhân dân còn quản lý Đài Phát thanh - Truyền hình Khánh Hòa và một số tổng công ty trên địa bàn tỉnh. Chủ tịch Ủy ban nhân dân tỉnh hiện nay là ông Nguyễn Tấn Tuân.
Bên cạnh Chủ tịch Hội đồng Nhân dân và Chủ tịch Ủy ban Nhân dân, Đảng bộ Đảng Cộng sản Việt Nam tỉnh Khánh Hòa (Tỉnh ủy Khánh Hòa) còn bầu ra Bí thư Tỉnh ủy, hiện nay là ông Nguyễn Khắc Định được Bộ Chính trị phân công vào tháng 10 năm 2019. Quyền hạn và trách nhiệm của Bí thư Tỉnh ủy được quy định theo Điều lệ Đảng Cộng sản Việt Nam.
Ban chấp hành Đảng bộ tỉnh khóa XVII, nhiệm kỳ 2015-2020 gồm 53 vị:
| - Ông Lê Tiến Anh - Ông Nguyễn Anh - Ông Lê Tấn Bản - Ông Nguyễn Duy Bắc - Ông Huỳnh Ngọc Bông - Ông Mấu Thái Cư - Ông Cao Cường - Ông Nguyễn Chuyện - Ông Nguyễn Văn Danh - Ông Lê Văn Dẽ - Ông Trần Mạnh Dũng - Ông Lương Dự - Ông Nguyễn Công Định | - Ông Lương Kiên Định - Ông Nguyễn Khắc Định - Ông Nguyễn Văn Ghi - Ông Nguyễn Khắc Hà - Ông Nguyễn Xuân Hà - Ông Lê Văn Hạ - Ông Lương Đức Hải - Ông Võ Hoàn Hải - Ông Trần Sơn Hải - Bà Nguyễn Thị Hạnh - Bà Lê Minh Hiền - Ông Nguyễn Hòa - Ông Lê Hữu Hoàng - Ông Trần Duy Hưng | - Ông Lê Văn Khải - Ông Nguyễn Văn Kháng - Ông Trần An Khánh - Ông Trần Ngọc Khánh - Ông Bùi Xuân Minh - Ông Hồ Văn Mừng - Ông Trần Hòa Nam - Ông Lê Thanh Quang - Ông Trần Hải Sơn - Ông Nguyễn Đắc Tài - Ông Nguyễn Khắc Toàn - Ông Nguyễn Tấn Tuân - Ông Hồ Thanh Tùng | - Ông Võ Tấn Thái - Ông Trần Ngọc Thanh - Ông Lê Xuân Thân - Ông Đào Công Thiên - Ông Lê Hữu Thọ - Ông Phan Thông - Ông Nguyễn Lê Đình Thống - Ông Tống Trân - Ông Lê Hữu Trí - Ông Ngô Quang Trung - Ông Ngô Truyện - Ông Lê Đức Vinh - Ông Lê Vinh |

Hiện nay, Ủy ban nhân dân Tỉnh Khánh Hòa đang lập đề án đưa cả tỉnh thành thành phố trực thuộc trung ương trước năm 2020. Hội đồng nhân dân tỉnh Khánh Hòa và Bộ Chính trị đã thông qua nghị quyết Quy hoạch xây dựng vùng tỉnh Khánh Hòa đến năm 2020 với mục tiêu đề ra là xây dựng tỉnh Khánh Hòa trở thành đô thị loại I trực thuộc trung ương.

## Kinh tế

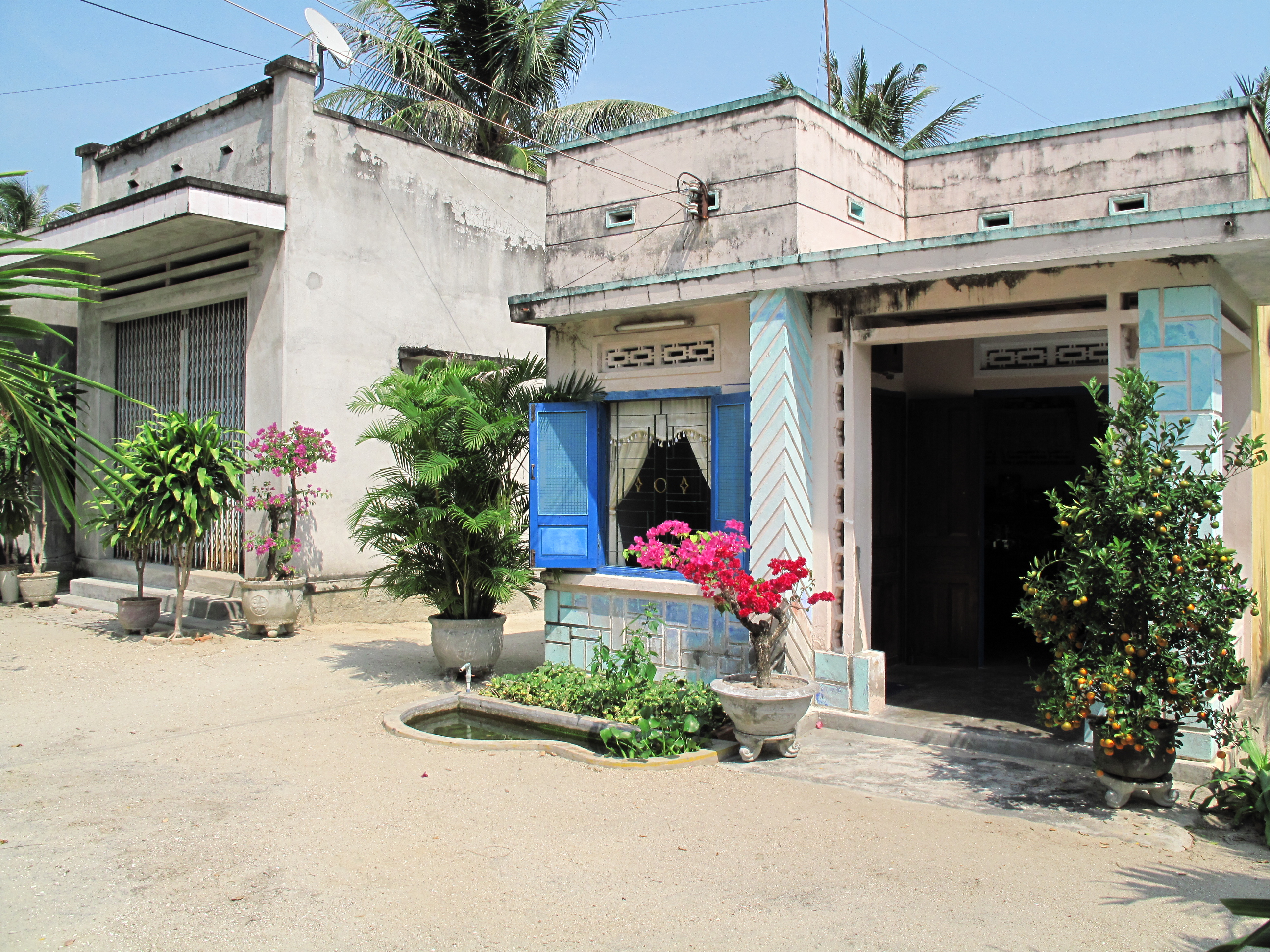
Những ngôi nhà ở nông thôn Khánh Hòa những năm 2011 cho thấy đã được xây cất khang trang

Khánh Hòa là một trong những tỉnh có nền kinh tế phát triển nhanh và vững của Việt Nam. Theo số liệu thống kê của Uỷ ban nhân dân tỉnh, tốc độ tăng trưởng GDP của tỉnh là 11,55%, giá trị sản xuất công nghiệp – xây dựng tăng 15,5%, giá trị nông lâm thủy sản tăng 2,81%, ngành dịch vụ du lịch tăng 14,5%. GDP bình quân đầu người năm 2011 là 1.710 USD cao hơn mức bình quân chung của Việt Nam. Dịch vụ - du lịch chiếm 45% cơ cấu kinh tế, công nghiệp - xây dựng là 42%, còn nông - lâm - thủy sản chiếm 13%..
Năm 2019, tốc độ tăng trưởng kinh tế đạt 6,99%, trong đó GRDP theo ngành kinh tế tăng 7,43% gồm:
+. Công nghiệp xây dựng tăng 10,58%.
+. Dịch vụ tăng 7,02%.
+. Nông, lâm, thủy sản tăng 1,52%.
Chỉ số IIP tăng 7,52%. Thu ngân sách nhà nước trên địa bàn tỉnh đạt 19.138,38 tỉ đồng (113,9% dự toán; bằng 87,6% năm 2018). Chi ngân sách đạt 9.799,2 tỉ đồng (81,9% dự toán), trong đó: Chi ngân sách thường xuyên là 6.395,8 tỉ đồng (92,8% dự toán); chi đầu tư phát triển là 3.401,7 (80,1% dự toán).
Trong năm 2019, chỉ số GRDP tăng 6,8%, chỉ số sản xuất công nghiệp tăng 7%, vốn đầu tư toàn xã hội tăng 11,2%, doanh thu du lịch tăng 24,2%, kim ngạch xuất khẩu tăng 13,5%, thu ngân sách tăng 10%...

### Công - nông - ngư nghiệp

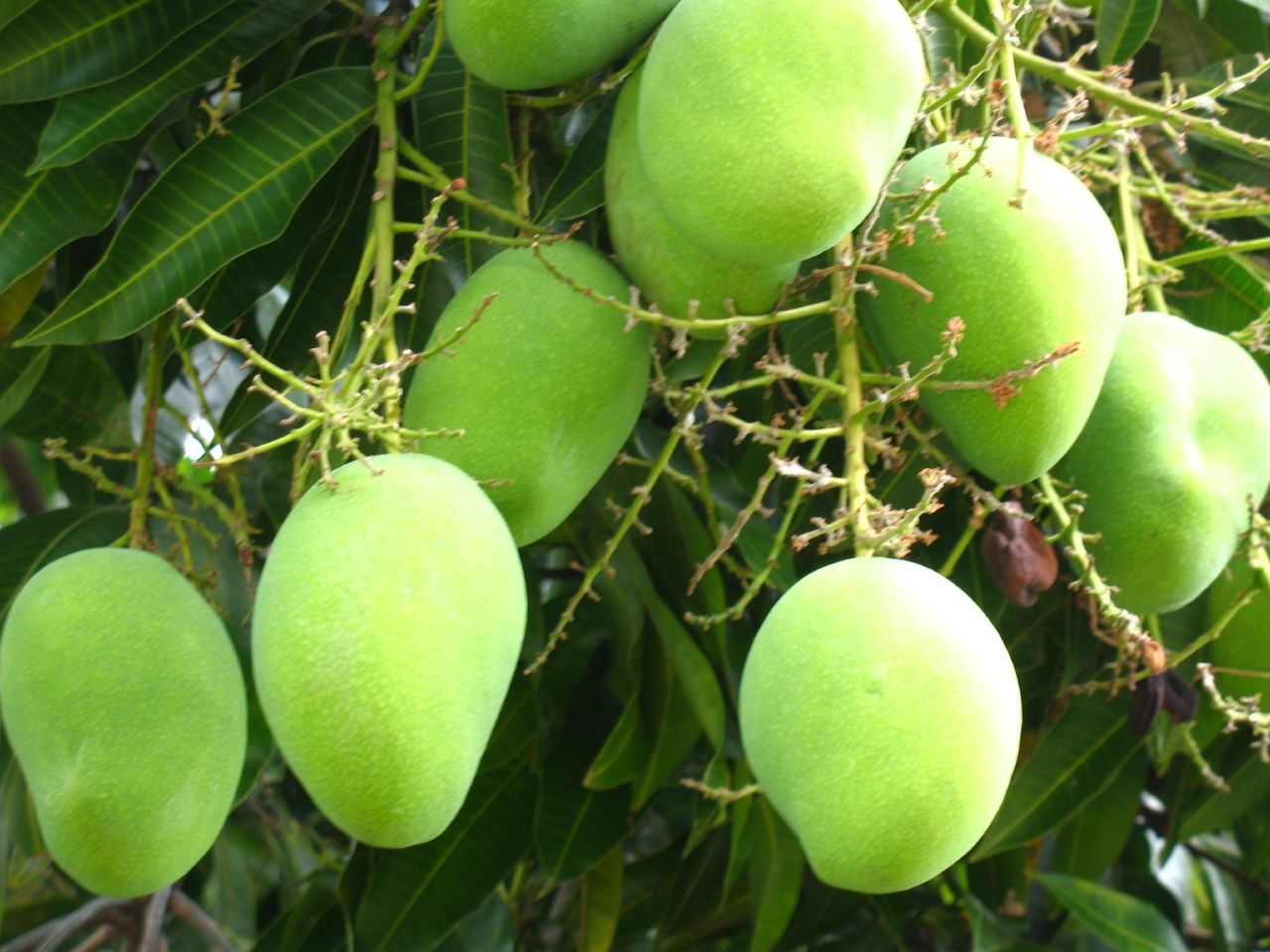
Xoài là loại trái cây ở huyện Cam Lâm, tỉnh Khánh Hòa.

Ngoài du lịch, Khánh Hòa cũng là địa phương phát triển công nghiệp mạnh trong khu vực Miền Trung và Tây Nguyên. Các thế mạnh công nghiệp truyền thống của Khánh Hòa là công nghiệp đóng tàu, chế biến thủy hải sản, vật liệu xây dựng, may mặc... Ngoài ra, Khánh Hòa cũng có nhiều loại khoáng sản; đến năm 2003 đã có 72 mỏ quặng được phát hiện và đăng ký trên địa bàn tỉnh. Tổng giá trị sản xuất công nghiệp trong năm 2009 của Khánh Hòa đạt 14.095 tỷ đồng. Các khu công nghiệp lớn trong tỉnh như Khu công nghiệp Suối Dầu, khu công nghiệp Ninh Hòa, khu công nghiệp Bắc và Nam Nha Trang, cùng với những cảng biển lớn đang được đầu tư xây dựng, giúp cho Khánh Hòa trở thành một trong 10 tỉnh thành có tốc độ tăng trưởng kinh tế cao nhất nước. Năm 2018, giá trị sản xuất của thủy sản so với Tổng giá trị sản xuất của Nông nghiệp – Lâm nghiệp – Thủy sản  là 35,6%.
Cũng như các tỉnh vùng duyên hải Nam Trung Bộ khác có các dải đồng bằng nhỏ hẹp, trồng trọt không phải là thế mạnh của tỉnh. Lúa vẫn chiếm diện tích lớn nhất và được trồng tập trung tại đồng bằng Ninh Hòa và Diên Khánh. Cây công nghiệp ngắn ngày được trồng nhiều nhất là cây mía, sau đó là đậu phộng, cây lương thực được trồng nhiều nhất trong tỉnh là cây khoai mì và cây bắp. Việc trồng cây bắp đã mang lại giá trị kinh tế cao cho nhiều hộ đồng bào dân tộc thiểu số ở huyện Khánh Vĩnh.
Bên cạnh nông sản, tài nguyên thủy hải sản ở Khánh Hòa rất dồi dào. Khánh Hòa có tổng trữ lượng hải sản ước tính 150.000 tấn/năm và khả năng khai thác 40-50.000 tấn/năm. Có 600 loài hải sản được các nhà khoa học xác định ở vùng biển Khánh Hòa, trong đó có hơn 50 loài cá có giá trị kinh tế cao.

## Dân cư

Bản đồ phân bố dân số Khánh Hòa

Theo số liệu điều tra ngày 1 tháng 4 năm 2019 dân số tỉnh Khánh Hòa là 1.231.107 người với mật độ dân số toàn tỉnh là 225 người/km², trong đó nam giới có khoảng 612.513 người (49.75%) và nữ giới khoảng 618.594 người (50.35%); tỷ lệ tăng dân số của tỉnh bình quân từ năm 2009-2019 là 0,62%; tỷ số giới tính là 97,9%. Theo điều tra biến động dân số năm 2019, Khánh Hòa có 520.008 người sinh sống ở khu vực đô thị (42,2% dân số toàn tỉnh) và 711.099 người sống ở khu vực nông thôn (57,8%).. Tỷ lệ đô thị hóa tính đến hết năm 2022 đạt 65%.
Dân số Khánh Hòa hiện nay phân bố không đều. Dân cư tập trung đông nhất ở thành phố Nha Trang (chiếm 1/3 dân số toàn tỉnh), trung tâm chính trị, kinh tế, văn hóa của tỉnh. Huyện Diên Khánh và thành phố Cam Ranh cũng có mật độ dân số khá cao (xấp xỉ 400 người/km²) thị xã Ninh Hòa và các huyện còn lại ở đồng bằng có mật độ dân cư không chênh lệch lớn và gần bằng mức trung bình toàn tỉnh (khoảng 200 người/km²), các huyện miền núi có mật độ dân số tương đối thấp là Khánh Sơn (62 người/km²) và Khánh Vĩnh (29 người/km²). Nơi có mật độ dân số thấp nhất tỉnh là huyện đảo Trường Sa (0,39 người/km²). Theo số liệu của Tổng cục Thống kê Việt Nam năm 2010 thì toàn tỉnh có khoảng 519.600 người sinh sống tại khu vực thành thị và 648.100 sinh sống ở khu vực nông thôn.
Về độ tuổi năm 2009 toàn tỉnh có 526.061 người dưới 25 tuổi (45% dân số), 450.393 người từ 25 đến 50 tuổi (39% dân số) và 183.150 trên 50 tuổi (16%)

#### Dân tộc
Hiện nay có 32 dân tộc đang sinh sống trên địa bàn tỉnh Khánh Hòa, trong đó dân tộc Kinh có 1.095.981 người sống phân bố đều khắp huyện, thị, thành phố, nhưng tập trung nhiều nhất vẫn là các vùng đồng bằng, thành phố, thị xã, thị trấn. Dân tộc thiểu số lớn nhất là người Raglai với 45.915 người sống tập trung chủ yếu ở hai huyện Khánh Sơn, Khánh Vĩnh và một vài xã miền núi các huyện Diên Khánh, Cam Lâm và thành phố Cam Ranh trong các bản làng (palây). Tại các khu vực giáp ranh với Lâm Đồng và Đăk Lăk có khoảng 4.778 người Cơ-ho và 3.396 người Ê-đê sinh sống. Dân tộc Hoa có khoảng 3.034 người tập trung chủ yếu ở thành phố Nha Trang (khoảng 2.000 người), thị xã Ninh Hòa và các xã phía Đông huyện Diên Khánh. Một nhóm thiểu số chính khác là người Tày (1.704) và người Nùng (1.058) di cư từ các tỉnh phía Bắc vào trong cuộc di cư năm 1954 và trong các năm gần đây sinh sống chủ yếu ở huyện Khánh Vĩnh. Ngoài các nhóm chính trên còn có các nhóm dân tộc chiếm 1 thiểu số rất nhỏ trong dân số như Mường, Thái, Chăm, Khmer, Thổ... Người Chăm là cư dân bản địa ở Khánh Hòa. Tuy nhiên do những điều kiện lịch sử, từ giữa thế kỷ XVII về sau này, người Chăm ở Khánh Hòa lần lượt di chuyển vào các tỉnh phía Nam. Vì vậy mà ngày nay, người Chăm ở Khánh Hòa chỉ còn khoảng 290 người.

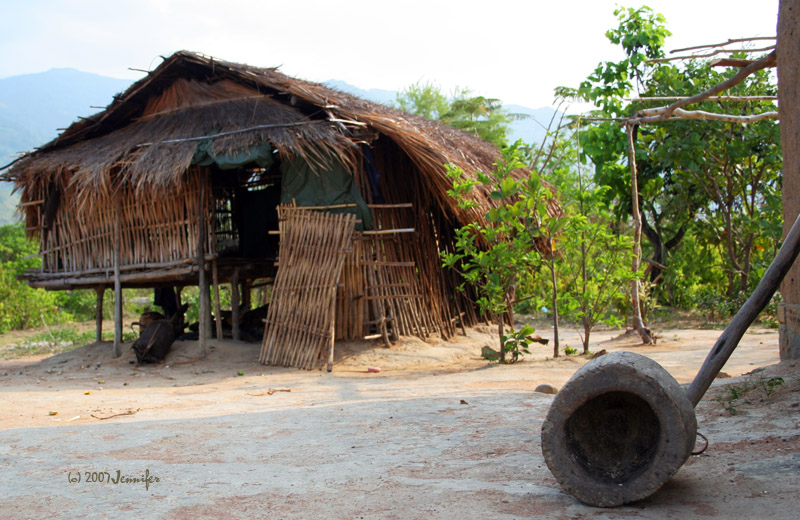
Một căn nhà sàn của người Ra Glai.

Trên địa bàn thành phố Nha Trang cũng có một vài nhóm người nước ngoài sinh sống và làm việc thường xuyên trong những năm gần đây, một ít trong số họ hiện đã định cư lâu dài và nhập quốc tịch Việt Nam.

#### Tôn giáo
Theo báo cáo của Tổng cục Thống kê Việt Nam, toàn tỉnh Khánh Hòa vào thời điểm của cuộc tổng điều tra dân số năm 2019, Khánh Hòa có 265.316 người tự khẳng định mình có tín ngưỡng, nhiều nhất là Công giáo 132.992 người, tiếp theo là Phật giáo 100.560 người, đạo Tin Lành 24.500 người, đạo Cao Đài 6.819 người, Phật giáo Hòa Hảo 284 người và các tôn giáo khác là Hồi giáo 94 người, Bà La Môn 25 người, Tịnh độ cư sĩ Phật hội Việt Nam 17 người, Baha'i giáo 13 người và Minh Sư đạo 12 người. Phật giáo tập trung nhiều nhất ở Nha Trang (50,4%) và Diên Khánh; Công giáo tập trung nhiều ở Cam Lâm, đạo Cao Đài tập trung ở Cam Ranh; đạo Tin Lành tập trung ở Khánh Sơn và Khánh Vĩnh. Riêng Phật giáo Hòa Hảo phân bố chủ yếu ở xã Ninh Ích.

### Đô thị hóa

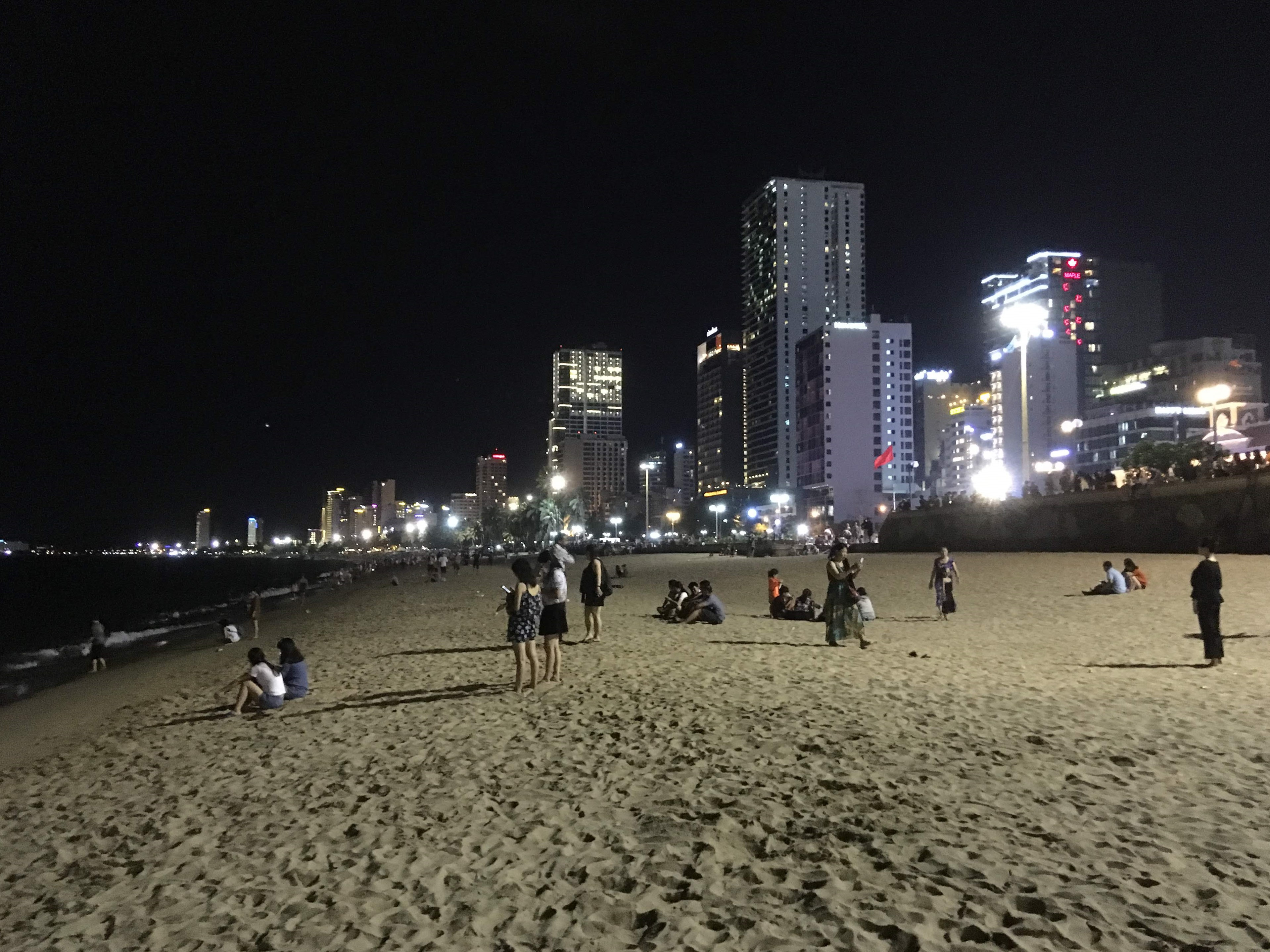
Bờ biển Nha Trang với nhiều toà nhà cao tầng.

Khánh Hòa là tỉnh có số dân đô thị cao nhất trong các tỉnh thuộc khu vực miền Trung với 584.200 người (năm 2011) chiếm khoảng 48,8% dân số toàn tỉnh. Tính đến cuối năm 2011, toàn tỉnh có 1 đô thị loại I (thành phố Nha Trang), 1 đô thị loại III (thành phố Cam Ranh), 3 đô thị loại IV (thị xã Ninh Hòa và các thị trấn Diên Khánh, Vạn Giã) cùng với 7 đô thị loại V (các thị trấn Cam Đức, Khánh Vĩnh, Tô Hạp và các xã Đại Lãnh, Suối Hiệp, Suối Tân, Ninh Sim). Phần lớn các đô thị lớn nằm ở vùng duyên hải và dọc theo Quốc lộ 1, một vài đô thị khác nằm dọc theo các hành lang đông dân cư ven các sông chính và các tuyến đường nối vùng duyên hải lên Tây Nguyên như trục Ninh Hòa - Ninh Sim nằm dọc theo sông Dinh và quốc lộ quốc lộ 26 nối lên Buôn Ma Thuột. Trục Diên Khánh - Khánh Vĩnh nằm ven theo sông Cái và quốc lộ 27C (Đường 723 cũ) nối lên Đà Lạt.
Năm 2024, Khánh Hòa cũng là 1 trong 8 tỉnh được Chính phủ Việt Nam quy hoạch thành thành phố trực thuộc trung ương.

### Khoa học - Giáo dục

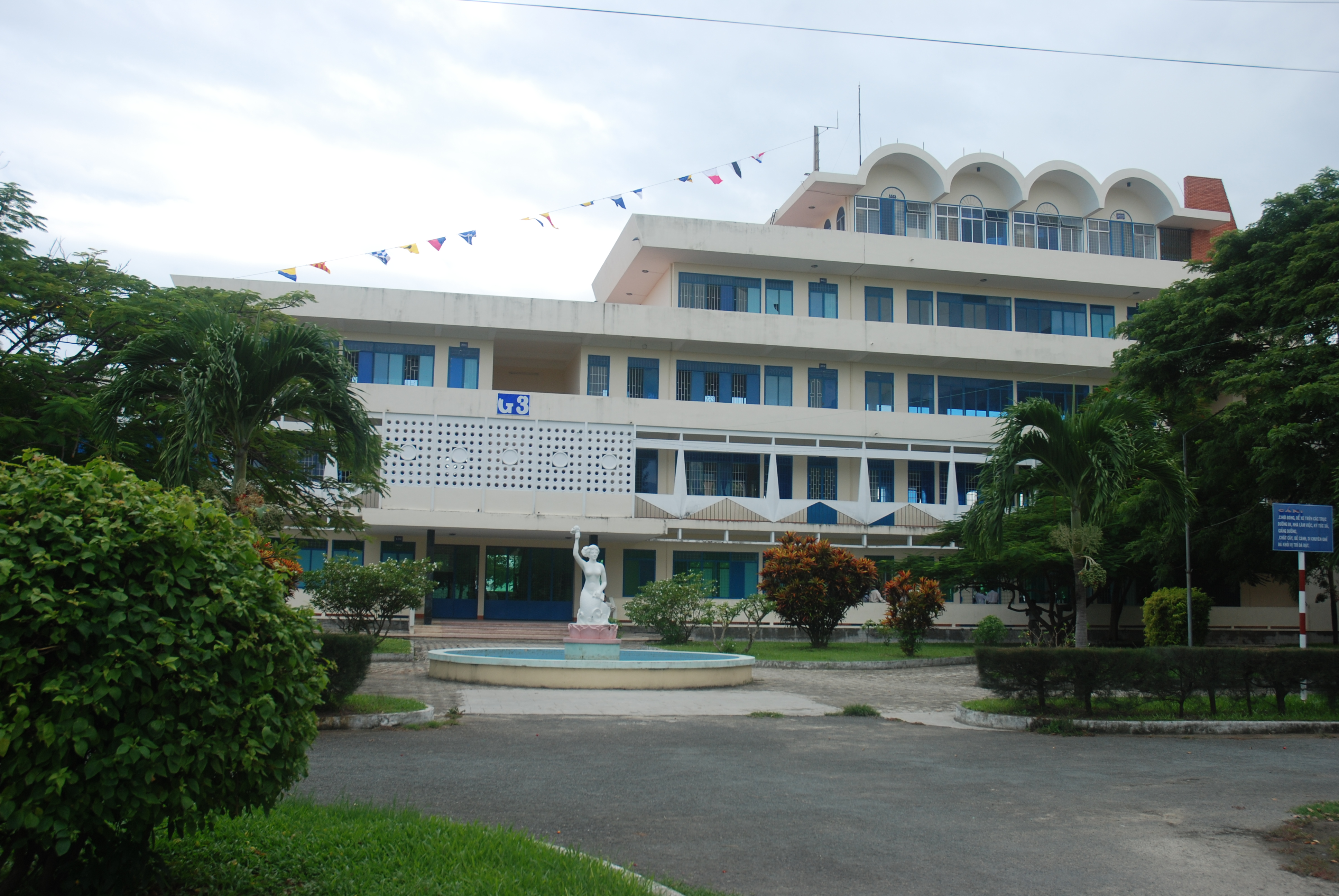
Trường Đại học Nha Trang

Nền khoa học ở Khánh Hòa được đặt nền móng từ thời Pháp thuộc với việc hình thành hai cơ sở khoa học thực nghiệm là Viện Pasteur Nha Trang vào năm 1891, nghiên cứu về vệ sinh dịch tễ và Sở Ngư nghiệp Đông Dương năm 1922 (tiền thân của Viện Hải dương học Nha Trang) chuyên nghiên cứu về biển và động vật biển. Lĩnh vực khoa học từ đó dần dần được mở rộng sang các ngành khoa học ứng dụng để đáp ứng cho nhu cầu phát triển kinh tế của tỉnh. Các công trình nghiên cứu tiêu biểu tại Khánh Hòa gồm có việc bảo tồn và phát triển trầm hương, kỳ nam, duy trì và nuôi dưỡng chim yến, nghiên cứu các hình thức nuôi trồng thủy sản trên biển,...
Trước thời nhà Nguyễn, vì là đất mới được mở mang, lại xa kinh đô, nên nền giáo dục Khánh Hòa gần như không phát triển. Người Khánh Hòa thời đó không có đóng góp gì trong địa hạt văn chương thi phú. Mãi đến đời vua Gia Long, triều đình mới cho lập trường dạy chữ ở phủ Diên Khánh và Bình Hòa. Học sinh sau khi có bằng Tiểu học phải ra Quy Nhơn hoặc các tỉnh khác để tiếp tục học lên Trung học, cho đến năm 1936, khi trường trung học đầu tiên được mở tại Nha Trang là Trường trung học tư thục Kim Yến (Institution Kim Yến), làm nơi học tập cho học sinh từ Phan Thiết đến Quy Nhơn. Đầu năm 1947, Trường Trung học Nha Trang (tiền thân của Trường Phổ thông trung học Lý Tự Trọng) được thành lập. Sang đến năm 1952, trường đổi tên thành Trường Trung học Võ Tánh và chuyển đến địa điểm hiện nay. Năm 1957, trường Võ Tánh được Bộ Giáo dục Quốc gia nâng cấp lên bậc Đệ nhị cấp (tương đương bậc Phổ thông trung học ngày nay). Kể từ đó, học sinh tại Khánh Hòa có thể đi học đến khi tốt nghiệp Tú tài ngay tại tỉnh nhà mà không phải khăn gói đi ra ngoài. Năm 1971, Khánh Hòa có cơ sở đào tạo bậc đại học đầu tiên là Đại Học Cộng đồng Duyên Hải  tại Nha Trang. Sau ngày thống nhất đất nước, Trường Đại học Thủy sản Nha Trang, được chuyển từ Hải Phòng vào. Hiện nay, Khánh Hòa có đầy đủ các bậc học, ngành học, phục vụ cho tất cả các đối tượng học sinh sinh viên tại tỉnh (được kê trong bảng phía dưới).
| Đại học                                                  | Cao đẳng                                                                                            | Viện Nghiên cứu                                              |
| -------------------------------------------------------- | --------------------------------------------------------------------------------------------------- | ------------------------------------------------------------ |
| Trường Đại học Nha Trang                                 | Trường Cao đẳng Sư phạm trung ương Nha Trang                                                        | Viện Pasteur Nha Trang                                       |
| Trường Đại học Khánh Hòa                                 | Trường Cao đẳng Y tế Khánh Hòa                                                                      | Viện Nghiên cứu Quản trị Kinh doanh (chi nhánh Nha Trang)    |
| Trường Đại học Thái Bình Dương                           | Trường Cao đẳng Kỹ thuật Công nghệ Nha Trang (Trường Cao đẳng nghề Nha Trang đổi tên từ 15/09/2017) | Viện Hải dương học Nha Trang                                 |
| Trường Đại học Tôn Đức Thắng (cơ sở Nha Trang)           | Trường Cao đẳng Du lịch Nha Trang                                                                   | Viện Vắc-xin và Sinh phẩm Y tế (IVAC)                        |
| Trường Đại học Mở thành phố Hồ Chí Minh (cơ sở Ninh Hòa) | Trường Cao đẳng Nghề Quốc tế Nam Việt                                                               | Viện Nghiên cứu và Ứng dụng Công nghệ Nha Trang              |
| Học viện Hải quân                                        | Trường Cao đẳng Nghề Việt Mỹ                                                                        | Liên đoàn Địa chất Thủy văn - Địa chất công trình miền Trung |
| Trường Sĩ quan không quân                                | | Trung tâm nghiên cứu Thủy sản III                            |
| Trường Đại học Thông tin liên lạc                        | | Phân viện thú y miền Trung                                   |
|                                                          | | Trung tâm nhiệt đới Việt - Nga (chi nhánh ven biển)          |
|                                                          | | Đài Khí tượng - Thủy văn Nam Trung Bộ                        |
|                                                          | | Phân viện Quy hoạch và Thiết kế Nông nghiệp miền Trung       |

### Y tế
Khánh Hòa là một trong những tỉnh có hệ thống Y tế phát triển nhất ở khu vực Nam Trung Bộ. Theo quyết định 1047/QĐ-BYT của Bộ Y tế thì Nha Trang là một trong 3 trung tâm y tế của vùng Nam Trung Bộ. Tính đến 30/6/2017, Toàn tỉnh có tổng số bác sĩ công lập/10.000 dân là 6,83; thực hiện được 29,5 giường/10.000 dân; tỷ lệ suy dinh dưỡng thể nhẹ cân của trẻ em dưới 5 tuổi tại Khánh Hòa đạt 8,86% (chỉ tiêu giao là 9%); tỷ lệ người dân tham gia BHYT đạt 81,93%. Hệ thống tuyến y tế cơ sở được quan tâm đầu tư phát triển đã góp phần làm giảm áp lực cho bệnh viện tuyến trên và tạo thuận tiện trong chăm sóc sức khỏe của người dân ở cấp cơ sở. Đến nay, toàn tỉnh có 137/140 xã có trạm y tế xã (riêng các đảo nổi của 3 đơn vị cấp xã tại huyện đảo Trường Sa đều có các trạm y tế do Quân đội quản lý), toàn bộ các đơn vị hành chính cấp huyện đều có bệnh viện tuyến huyện trực thuộc trung tâm y tế (riêng huyện đảo huyện đảo Trường Sa có Trung tâm Y tế thị trấn Trường Sa hoạt động như một trung tâm y tế tuyến huyện), 100% bệnh viện tuyến huyện được xây dựng mới đáp ứng cơ bản nhu cầu chăm sóc sức khỏe của người dân. Bệnh viện Đa khoa tỉnh Khánh Hòa là bệnh viện xếp hạng I, 1 trong 10 bệnh viện đa khoa cấp vùng của cả nước 
| Bệnh viện công lập                                        | Bệnh viện công lập                                           | Bệnh viện tư nhân và bán công              | Bệnh viện tư nhân và bán công                     |
| --------------------------------------------------------- | ------------------------------------------------------------ | ------------------------------------------ | ------------------------------------------------- |
| Tên Bệnh viện                                             | Địa chỉ                                                      | Tên Bệnh viện                              | Địa Chỉ                                           |
| Bệnh viện trực thuộc các bộ ngành                         | Bệnh viện trực thuộc các bộ ngành                            | Bệnh viện đa khoa 22-12 (bán công)         | 34/4 Nguyễn Thiện Thuật, TP. Nha Trang            |
| Bệnh viện Quân y 87                                       | 78 Tuệ Tĩnh, phường Lộc Thọ TP. Nha Trang                    | Bệnh viện Giao thông Vận tải 6 (bán công)  | 23/10, xã Vĩnh Hiệp, TP Nha Trang                 |
| Bệnh viện tuyến tỉnh                                      | Bệnh viện tuyến tỉnh                                         | Bệnh viện Đa khoa Tâm Trí Nha Trang        | 57-59 Cao Thắng, Phước Long, TP. Nha Trang        |
| Bệnh viện Đa Khoa tỉnh Khánh Hòa                          | 19 Yersin, phường Lộc Thọ TP. Nha Trang                      | Bệnh viện Mắt Sài Gòn – Nha Trang          | 9-24 Khu dân cư Cầu Dứa, Vĩnh Hiệp, TP. Nha Trang |
| Bện viện Lao và bệnh Phổi Khánh Hòa                       | Núi Sạn, Đồng Đế, phường Vĩnh Hải, TP. Nha Trang             | Bệnh viện Đa khoa Quốc tế Vinmec Nha Trang | 42A Trần Phú, Phường Vĩnh Nguyên, TP. Nha Trang   |
| Bệnh viện Da Liễu tỉnh Khánh Hòa                          | 165 Nguyễn Khuyến, phường Vĩnh Hải, TP. Nha Trang            |                                            |                                                   |
| Bệnh viện Y học cổ truyền và Phục hồi chức năng Khánh Hòa | Hòn Chồng, Phường Vĩnh Thọ TP. Nha Trang                     |                                            |                                                   |
| Bệnh viện chuyên khoa Tâm thần Khánh Hòa                  | Thôn Tân Định, xã Diên Phước, huyện Diên Khánh               |                                            |                                                   |
| Bệnh viện Bệnh Nhiệt đới Khánh Hòa                        | Đường 23/10, thôn Phú Ân Nam 1, xã Diên An, huyện Diên Khánh |                                            |                                                   |
| Bệnh viện Đa khoa khu vực Cam Ranh                        | 97 Nguyễn Thái Học, phường Cam Lộc, TP. Cam Ranh             |                                            |                                                   |
| Bệnh viện Đa khoa khu vực Ninh Hòa                        | Tổ dân phố 16, Phường Ninh Hiệp, Thị Xã Ninh Hòa             |                                            |                                                   |
| Bệnh viện tuyến huyện                                     |                                                              |                                            |                                                   |
| Bệnh viện Đa Khoa Huyện Vạn Ninh                          | Thôn Tân Đức Đông, xã Vạn Lương, huyện Vạn Ninh              |                                            |                                                   |
| Bệnh viện Đa khoa khu vực Ninh Diêm                       | Tổ dân phố Phú Thọ 2, phường Ninh Diêm, Thị xã Ninh Hoà      |                                            |                                                   |
| Bệnh viện Đa khoa Huyện Diên Khánh                        | QL.1, Thôn Đông, Xã Diên Điền, Huyện Diên Khánh              |                                            |                                                   |
| Bệnh viện Đa Khoa Huyện Cam Lâm                           | Thôn Tân Hòa, thị trấn Cam Đức, huyện Cam Lâm                |                                            |                                                   |

## Văn hóa - Du lịch

### Sự kiện
Tỉnh lỵ của Khánh Hòa đặt tại Nha Trang, một thành phố du lịch và sự kiện. Nha Trang là nơi từng diễn ra nhiều sự kiện lớn như Festival Biển, hay các cuộc thi sắc đẹp lớn như Hoa hậu Việt Nam 2006, Hoa hậu Thế giới người Việt 2007 và 2010, Hoa hậu Hoàn vũ 2008, Hoa hậu Trái Đất 2010, Hoa hậu Hoàn vũ Việt Nam 2015, Hoa hậu Trái Đất 2023.
Khánh Hòa là địa danh thu hút nhiều du khách với những khu di tích chiến khu, căn cứ cách mạng. Ngoài ra, tỉnh cũng đầu tư chú trọng đến văn nghệ và nghệ thuật để phục vụ người dân và thu hút du khách; các đội chiếu bóng phục vụ ở những nơi hẻo lánh, miền núi hiểm trở. Hệ thống thư viện, các câu lạc bộ cũng phát triển mạnh nhằm đáp ứng nhu cầu của quần chúng.
Khánh hòa có 11 di tích văn hóa-lịch sử cấp quốc gia. Công tác bảo tồn, trùng tu bảo tàng và quản lý các khi di tích cũng được chú trọng, có nhiều đợt trưng bày quy mô lớn thu hút hàng chục ngàn du khách tham quan. Công tác sưu tầm, nghiên cứu giới thiệu văn hóa phi vật thể đã và đang tiếp tục được phát triển. Những công trình nghiên cứu tiêu biểu như: sự nghiên cứu về chữ viết của người Ra Glai, truyện cổ, trường ca và một số loại hình văn hóa dân gian có ảnh hưởng khác, bao gồm một số công trình được Hội Văn nghệ dân gian Việt Nam đánh giá cao.

### Lễ hội
Hiện nay, tỉnh Khánh Hòa còn lưu giữ được khá nhiều lễ hội mang đậm nét văn hóa bản địa, tục thờ cúng trong tín ngưỡng dân gian. Các lễ hội đều xuất phát từ lao động, từ phong tục tập quán, là nếp sinh hoạt văn hóa tinh thần của người dân. Theo thống kê của chính quyền địa phương, tính đến năm 2010, Khánh Hòa có 494 di sản lễ hội lớn, nhỏ của người Kinh, bao gồm 237 lễ hội đình làng, 121 lễ hội miếu, lăng và 136 lễ hội chùa. Ngoài ra còn các lễ hội truyền thống của người dân tộc.
Các lễ hội tiêu biểu:
- Lễ hội Tháp Bà: diễn ra hàng năm từ ngày 20 đến ngày 23 tháng ba âm lịch tại khu di tích Tháp Po Nagar - thành phố Nha Trang, tưởng niệm nữ thần Mẹ Xứ sở (Po Ino Nogar). Đây là lễ hội văn hóa dân gian lớn nhất của hai dân tộc Việt – Chăm ở Khánh Hòa và khu vực Nam Trung Bộ, thu hút đông đảo người Việt, người Chăm, người Hoa và du khách đến dự. Năm 2001, lễ hội Tháp Bà được Bộ Văn hóa - Thông tin xếp hạng là một trong 16 lễ hội quốc gia.[65][66]
- Lễ hội Am Chúa: tổ chức vào ngày 22 tháng 4 âm lịch để tưởng niệm nữ thần Thiên Y A Na, còn gọi là Bà Chúa.[66]
- Lễ hội đình làng nông nghiệp: là dịp để người dân trong làng tưởng nhớ đến tổ tiên, có khác nhau về ngày giờ ở mỗi vùng.[65]
- Lễ hội Ăn mừng lúa mới của người Raglai ở Khánh Hòa: diễn ra hằng năm sau mỗi vụ thu hoạch.[65]
- Lễ hội Cầu ngư: tổ chức vào ngày giỗ của ông Nam Hải - hiện thân của loài cá voi. Đây là một tục thờ được diễn ra tại các đình làng.[67]

### Ẩm thực

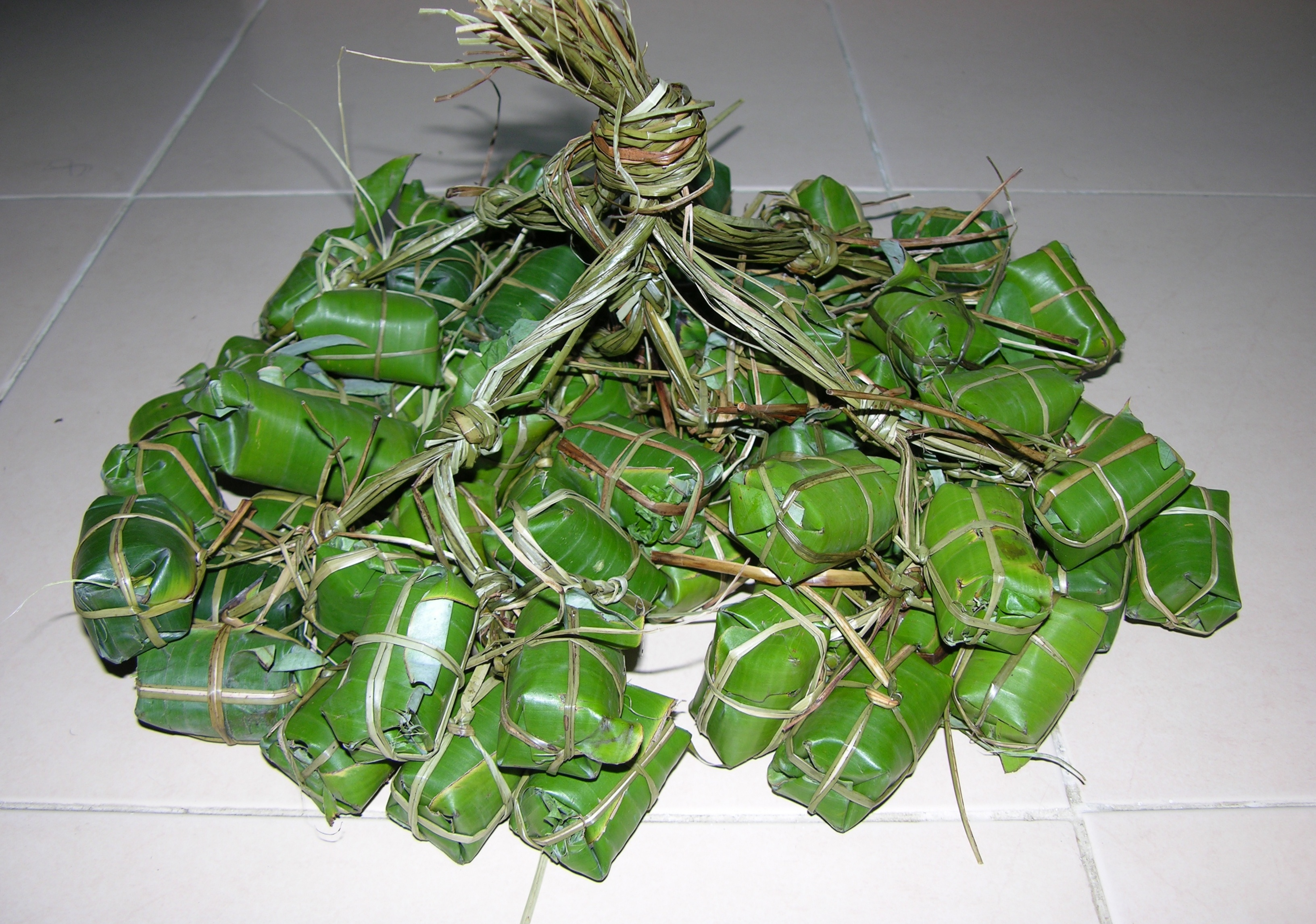
Nem Ninh Hòa

Là một tỉnh ven biển có nhiều làng chài nên phong cách ẩm thực ở Khánh Hòa chịu ảnh hưởng sâu sắc từ biển, với nguyên liệu chủ yếu được chế biến từ hải sản. Đồng thời cư dân Khánh Hòa xưa chủ yếu di cư vào từ các tỉnh Bình Định, Phú Yên, Quảng Nam và Quảng Ngãi nên phong cách ẩm thực cũng chịu ảnh hưởng sâu sắc từ các tỉnh trên.
Các món đặc sản của Khánh hòa được nhiều người biết đến như nem Ninh Hòa, bún cá Nha Trang, bún sứa, bánh ướt Diên Khánh... Ngoài ra dưới sự ảnh hưởng của người Hoa (sinh sống đông đúc gần khu vực chợ Đầm phường Xương Huân), người Pháp (từng đến Nha Trang nghỉ dưỡng rất đông thời Pháp thuộc) và những người miền Bắc di cư vào Nam sau năm 1954 tạo cho Nha Trang phong cách ẩm thực đặc biệt khác hẳn với các địa phương khác trong tỉnh và khu vực Nam Trung Bộ tiêu biểu là những món ăn như phở Nha Trang, bánh mì Nha Trang, bò nướng Lạc Cảnh...

### Đặc sản

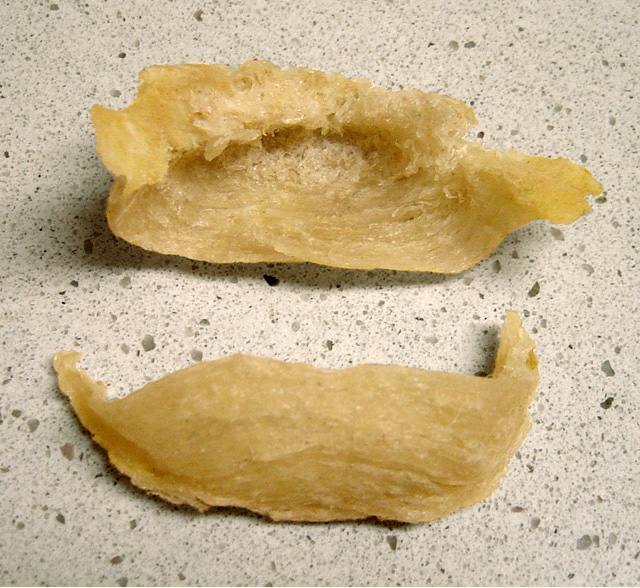
Yến sào

Khánh Hòa có hai loại sản vật quý hiếm:
- Yến sào (tổ yến) là tên một loại thực phẩm - dược phẩm được làm hoàn toàn bằng nước bọt của chim yến. Đây là món cao lương mỹ vị tại các quốc gia Đông Á như Nhật Bản, Triều Tiên, Trung Quốc, Việt Nam và nhiều quốc gia khác. Khánh Hòa lại là nơi chim yến làm tổ nhiều nhất ở Việt Nam. Hàng năm, Khánh Hòa thu được khoảng hơn 2 tấn tổ yến so với 600 – 700 kg/năm ở Bình Định và Đà Nẵng. Yến sào Khánh Hòa có mùi vị thơm ngon đặc trưng được coi là tổ yến vua (King nest) và giá cả luôn ở mức cao nhất thế giới.
- Trầm hương là một sản phẩm đặc biệt được tạo thành từ cây Dó Bầu. Qua thời gian, những tác động sinh học đã giúp cây Dó tạo trầm hương hoặc kỳ nam.[71] Trầm kỳ là sản vật quý giá; là hương liệu, dược liệu. Trong y học dân tộc, trầm hương là một vị thuốc quý dùng chữa nhiều loại bệnh. Ngoài ra, trầm hương còn dùng làm hương liệu, mỹ phẩm; dùng để chế biến các loại giấy quý có mùi mật hương và nhang xuất khẩu; dùng trong các dịp đại lễ, cúng tế. Việc đốt trầm hương trong các đền đài, nơi thờ cúng được coi như hình thức dâng cúng linh thiêng cao quý nhất. Từ xưa Khánh Hòa đã nổi tiếng bởi trầm hương nên được mệnh danh là "Xứ Trầm Hương". Trong sách Phủ biên tạp lục của Lê Quý Đôn ghi rõ "Kỳ nam hương xuất tự đầu núi các xã thuộc hai phủ Bình Khang và Diên Khánh xứ Quảng Nam là thứ tốt nhất".[72] Trầm Khánh Hòa tập trung nhiều ở rừng núi các huyện Vạn Ninh, Ninh Hòa, Khánh Vĩnh, trong đó nổi tiếng nhất là vùng Tu Bông, Vạn Giã (thuộc huyện Vạn Ninh). Xưa nay, trầm khai thác được ở Khánh Hòa phần lớn là trầm tốt và có nhiều kỳ nam.[73] Hàng năm nhân dân địa phương tích cực khai thác bán cho Nhà nước để xuất khẩu. Giá trầm hương loại 1 xuất tại thời điểm 1989 (thời cực thịnh của nghề khai thác trầm kỳ) là 1.050 USD/kg.[73] Qua thời gian khai thác cạn kiệt, trầm hương trên rừng núi Khánh Hòa còn tồn tại rất ít. Vài năm gần đây, nhiều tổ chức và cá nhân bắt đầu trồng lại cây dó, kích ứng cho tạo trầm và bước đầu đã có thành công nhất định.

### Du lịch

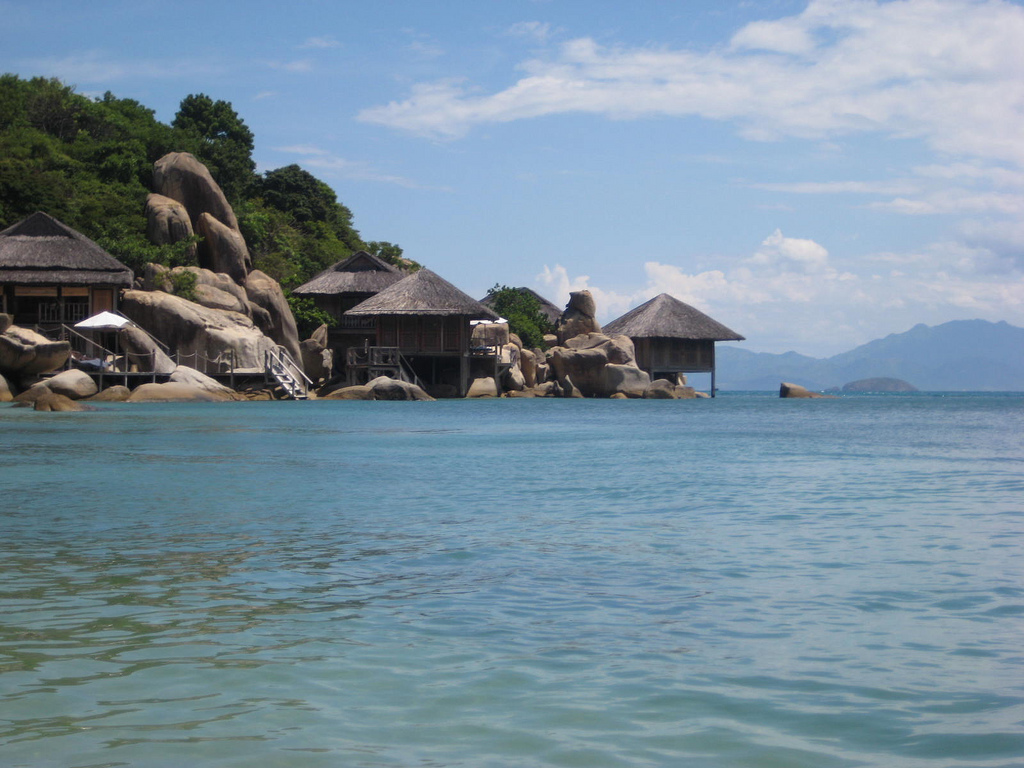
Khu du lịch Evason Hideaway ở Ninh Hòa.

Khánh Hòa là một trong những trung tâm du lịch lớn của Việt Nam. Nhờ có bờ biển dài hơn 200 km và gần 200 hòn đảo lớn nhỏ cùng nhiều vịnh biển đẹp như Vân Phong, Nha Trang (một trong 12 vịnh đẹp nhất thế giới), Cam Ranh... với khí hậu ôn hòa, nhiệt độ trung bình 26 °C, có hơn 300 ngày nắng trong năm, và nhiều di tích lịch sử văn hóa và danh lam thắng cảnh, nên dịch vụ - du lịch là ngành phát triển nhất ở Khánh Hòa với số du khách hơn 1,6 triệu lượt vào năm 2009. Các hình thức du lịch ở Khánh Hòa rất phong phú với các hình thức như du lịch sinh thái biển đảo, du lịch tham quan - vãn cảnh, du lịch văn hóa... Trong các khách sạn và khu nghỉ mát lớn ở Khánh Hòa, có những khu du lịch và khách sạn tầm cỡ thế giới như khu nghỉ mát Ana Mandara, Vinpearl Land, Sheraton Nha Trang hotel & spa, Novotel, hay khu nghỉ dưỡng cao cấp Evason Hideaway (huyện Ninh Hòa) của tập đoàn Ana Mandara, được tờ Sunday Times bầu là một trong 20 resort tốt nhất thế giới vào năm 2005. Những di tích lịch sử văn hóa có Tháp Po Nagar, thành cổ Diên Khánh, các di tích của nhà bác học Alexandre Yersin...
Ngoài vị thế là một trung tâm du lịch lớn Nha Trang đã trở thành điểm đến của nhiều sư kiện lớn của Việt Nam và Thế giới như: Hoa hậu Việt Nam, Hoa hậu Thế giới người Việt 2007 và 2009, Hoa hậu Hoàn vũ 2008, Hoa hậu Trái Đất 2010... cùng với Festival Biển (Nha Trang) được tổ chức 2 năm một lần đã góp phần quảng bá du lịch Khánh Hòa với thế giới.
Tuy vậy, việc chất lượng dịch vụ sút kém và tăng giá dịch vụ thiếu kiểm soát vào những mùa cao điểm du lịch vẫn chưa được tỉnh giải quyết triệt để. Phát triển du lịch một cách bền vững, bảo vệ tài nguyên môi trường vẫn còn là vấn đề gây nhiều bàn cãi.

### Thể thao
- Câu lạc bộ bóng chuyền Sanest Khánh Hòa đang là đương kim vô địch Giải vô địch bóng chuyền quốc gia Việt Nam 2003.
- Khatoco Khánh Hòa là một câu lạc bộ bóng đá chuyên nghiệp tại Việt Nam, hiện đang thi đấu tại V.League 2.

## Giao thông
| Danh sách các ga tại Khánh Hòa   |                                                             |
| Ga                               | Địa điểm                                                    |
| Đại Lãnh                         | Xóm 2 - Thôn Đông Nam - Xã Đại Lãnh - Huyện Vạn Ninh        |
| Bãi Dương                        | Vạn Ninh                                                    |
| Tu Bông                          | Thôn Long Hòa - Xã Vạn Long - Huyện Vạn Ninh                |
| Giã                              | Tổ dân phố 10 - Thị trấn Vạn Giã - Huyện Vạn Ninh           |
| Hòa Huỳnh                        | Ninh Hòa                                                    |
| Ninh Hòa                         | Tổ dân phố 3 - Phường Ninh Hiệp - thị xã Ninh Hòa           |
| Phong Thạnh                      | Thôn Phong Thạnh - Xã Ninh Lộc - thị xã Ninh Hòa            |
| Lương Sơn                        | Thôn Văn Đăng - Xã Vĩnh Lương - Thành phố Nha Trang         |
| Nha Trang                        | 17 Thái Nguyên - Phường Phước Tân - Thành phố Nha Trang     |
| Cây Cầy                          | Thôn Vĩnh Cát - Xã Suối Hiệp - Huyện Diên Khánh             |
| Hòa Tân                          | Thôn Phú Bình 2 - Xã Cam Tân - Huyện Cam Lâm                |
| Suối Cát                         | Thôn Suối Cát - Xã Cam Hiệp Nam - Huyện Cam Lâm             |
| Ngã Ba                           | Thôn Tân Hiệp - Xã Cam Phước Đông - thành phố Cam Ranh      |
| Danh sách các cảng tại Khánh Hòa |                                                             |
| Cảng                             | Địa điểm                                                    |
| Vân Phong                        | Cảng trung chuyển container quốc tế ở Khu kinh tế Vân Phong |
| Mỹ Giang                         | Cảng kho xăng dầu ngoại quan ở huyện Vạn Ninh               |
| Tu Bông                          | Thôn Long Hòa - Xã Vạn Long - Huyện Vạn Ninh                |
| cảng Nha Trang                   | Phường Vĩnh Nguyên, thành phố Nha Trang                     |
| cảng Cam Ranh                    | Phường Cam Linh, thành phố Cam Ranh                         |
| Nguồn:                           |                                                             |

### Đường bộ
Khánh Hòa có hệ thống cơ sở hạ tầng về giao thông tương đối phát triển, nằm trên các trục giao thông quan trọng ven biển của Việt Nam như: Quốc lộ 1 chạy dọc ven biển từ Đèo Cả đến Ghềnh Đá Bạc nối liền với các tỉnh phía Bắc và phía Nam; quốc lộ 26 nối Ninh Hòa với Đăk Lăk và các tỉnh Tây Nguyên; đường quốc lộ 27C (trước là đường 723) (Nha Trang đi Đà Lạt), quốc lộ 27B nối Cam Ranh với huyện Ninh Sơn (tỉnh Ninh Thuận) và dự án Đường cao tốc Bắc – Nam phía Đông đi qua Khánh Hòa.
Toàn tỉnh hiện có 2.086 km đường giao thông. Trong đó, đường do trung ương quản lý dài 224,38 km, chiếm 10,75%; đường do tỉnh quản lý dài 254,95 km, chiếm 12,21%; đường do huyện quản lý dài 327,47 km, chiếm 15,69% và đường do xã quản lý dài 1.566,97 km, chiếm 75%. Chất lượng đường bộ: Đường cấp phối, đường đá dăm dài 399,52 km chiếm 19,14%; đường nhựa dài 362,77 km, chiếm 17,38% còn lại là đường đất. Tất cả các xã đã có đường ô tô đến tận trung tâm xã. Hiện nay, Nha Trang đang có 6 tuyến xe buýt phục vụ công cộng.

### Đường sắt
Do vị trí của Khánh Hòa nằm trên tuyến đường cái quan, người Pháp lại chọn Nha Trang làm nơi đặt cơ quan bảo hộ, nên Nha Trang đã sớm trở thành một điểm dừng quan trọng trên tuyến đường sắt do Pháp xây dựng. Tuyến đường sắt Sài Gòn - Nha Trang được khởi công xây dựng từ năm 1900 đến năm 1913 mới hoàn tất. Vào thời điểm đó, điểm cuối của tuyến đường sắt là Ga Phú Vinh, nằm cạnh đường 23 tháng 10 hiện nay, tại xã Vĩnh Thạnh, Nha Trang. Đến năm 1928, người Pháp khởi công đoạn Đà Nẵng đến Nha Trang dài 532 km để hoàn tất tuyến đường sắt xuyên Việt, đồng thời xây dựng Ga Nha Trang với lối kiến trúc đặc trưng cùng cảnh quan hài hòa. Ga Nha Trang được khánh thành ngày 2 tháng 9 năm 1936 và tuyến đường sắt xuyên Việt cũng hoàn thành vào tháng 10 cùng năm. Ga Nha Trang ngày nay vẫn giữ nguyên được lối kiến trúc nhà ga cùng tuyến đường sắt hình "bóng đèn" độc đáo.
Hiện nay, tất cả các tuyến tàu Thống Nhất đều dừng ở đây. Ngoài các tàu Thống Nhất SE, còn có các đôi tàu địa phương nối với Ga Sài Gòn mang số hiệu SNT. Ngoài ga Nha Trang, tỉnh còn 12 ga khác phân bố tại tất cả các huyện, thị xã, thành phố trừ hai huyện miền núi Khánh Sơn, Khánh Vĩnh và huyện đảo Trường Sa.

### Đường thủy
Khánh Hòa có nhiều vùng vịnh kín gió, nước sâu lại nằm ở cực đông của Việt Nam gần với tuyến hàng hải quốc tế nên rất thuận lợi cho xây dựng cảng biển. Hiện tại trên địa bàn tỉnh có 5 cảng biển, trong đó tiêu biểu nhất là cảng trung chuyển quốc tế Vân Phong và cảng Cam Ranh (một trong ba vịnh tốt nhất thế giới cho xây dựng cảng biển).

### Hàng không

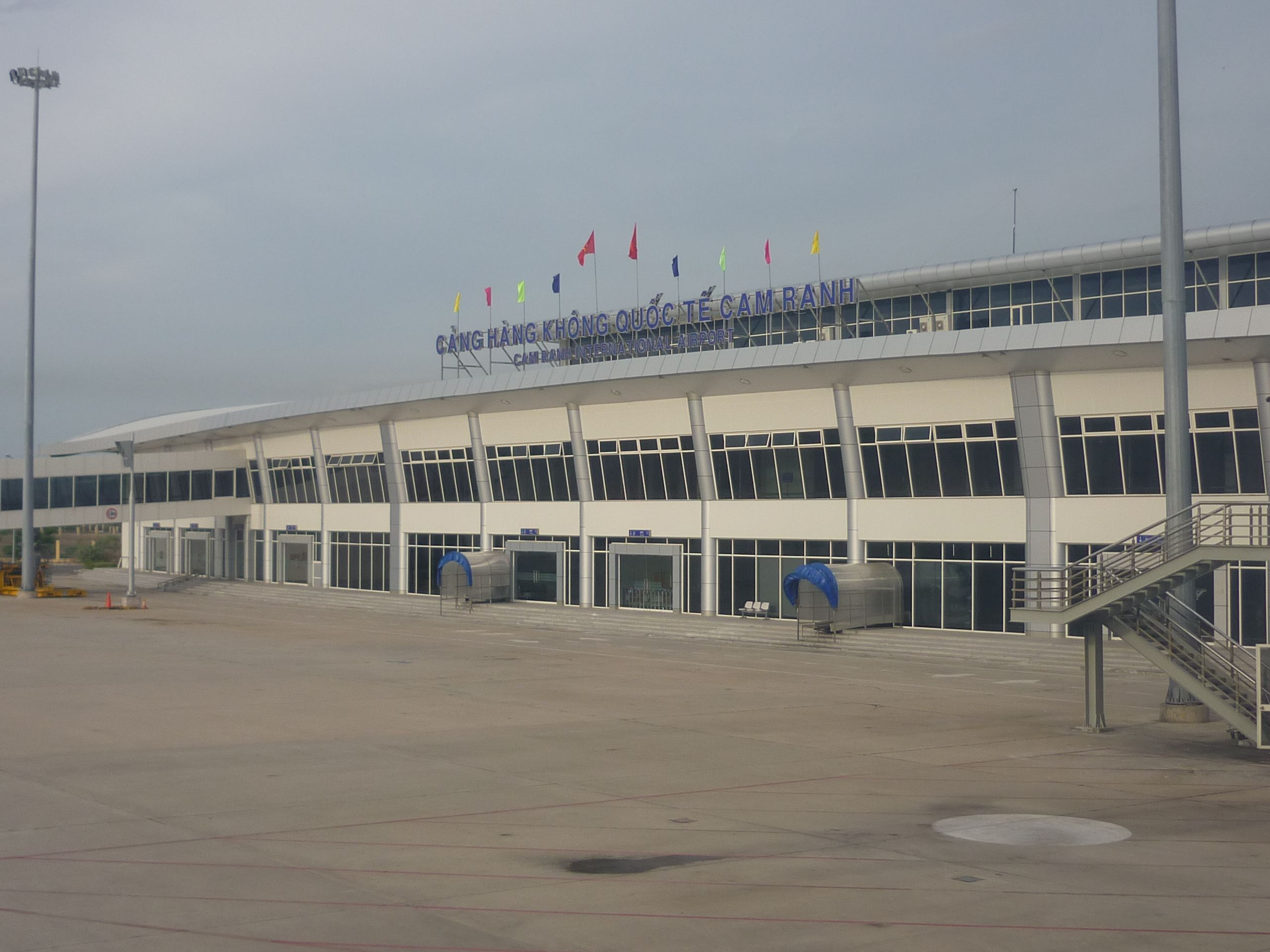
Nhà ga Sân bay quốc tế Cam Ranh

Sân bay quốc tế Cam Ranh được nâng cấp ngày 16 tháng 8 năm 2007 tạo điều kiện thuận lợi cho việc giao lưu trong nước và quốc tế của tỉnh Khánh Hòa cũng như khu vực Nam Trung Bộ
Năm 2008, sân bay này đã phục vụ 683.000 lượt khách, vượt qua Sân bay quốc tế Phú Bài để thành sân bay có số lượng hành khách thông quan đông thứ 4 trong các sân bay tại Việt Nam. Tỷ lệ tăng của số lượt khách thông qua vào năm 2007 là 36,8%, của năm 2008 là 36,3% so với năm trước, là sân bay có tốc độ tăng trưởng lượng hành khách cao nhất tại Việt Nam  Hiện nay sân bay phục vụ các đường bay đến Hà Nội, Thành phố Hồ Chí Minh, Đà Nẵng và nhiều đường bay quốc tế khác

## Tỉnh kết nghĩa
- Tỉnh Thái Nguyên (cùng với Nha Trang, từ năm 1962) [84]
- Thành phố Ulsan (từ năm 2002)
- Tỉnh Morbihan (từ năm 2005) [85]
- Tỉnh Kharkov (từ năm 2004) [86]
- Tỉnh Champasack (từ năm 2006) [87]
- Vùng Primorsky (từ 2012)
- Thành phố Sankt-Peterburg (từ năm 2007).